# Salzburg

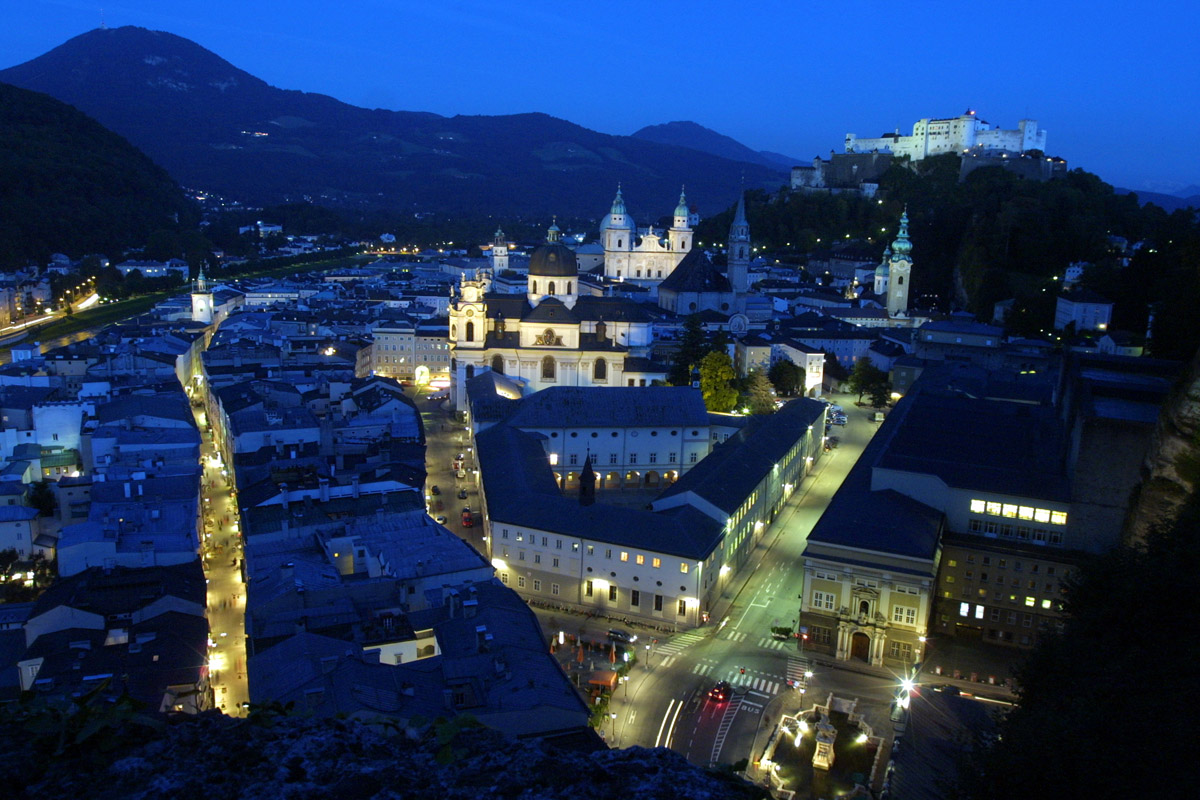
Khu phố cổ Salzburg và Pháo đài Hohensalzburg

Salzburg (Tiếng Đức Áo: [ˈsaltsbʊʁk]; tiếng Đức: [ˈzaltsbʊʁk] ⓘ; nghĩa đen là "Salt Fortress" hay "Pháo đài muối"; tiếng Bayern: Soizbuag) là thủ phủ của tiểu bang cùng tên thuộc Cộng hòa Áo. Với 150.269 dân cư, Salzburg là thành phố lớn thứ tư của Áo sau Viên, Graz và Linz.
Thị trấn nằm trên địa điểm của khu định cư La Mã trước đây của Iuvavum. Salzburg được thành lập như một tòa giám mục vào năm 696 và trở thành trụ sở của tổng giám mục vào năm 798. Nguồn thu nhập chính của nó là khai thác và buôn bán muối và đôi khi là khai thác vàng. Pháo đài Hohensalzburg, một trong những pháo đài thời trung cổ lớn nhất ở châu Âu, có từ thế kỷ 11. Vào thế kỷ 17, Salzburg đã trở thành một trung tâm của Phong trào Phản Cải cách, nơi các tu viện và nhiều nhà thờ Baroque được xây dựng.
Do đó, trung tâm thành phố cổ ở Salzburg (tiếng Đức: Altstadt) nổi tiếng với kiến trúc Baroque và là một trong những trung tâm thành phố được bảo tồn tốt nhất ở phía bắc dãy Alps với 27 nhà thờ. Nó đã được liệt kê là Di sản Thế giới của UNESCO vào năm 1996. Thành phố có ba trường đại học và một lượng lớn sinh viên. Khách du lịch cũng đến thăm Salzburg để tham quan trung tâm thành phố cổ và vùng Alps tuyệt đẹp xung quanh. Salzburg là nơi sinh của nhà soạn nhạc thế kỷ 18, Wolfgang Amadeus Mozart. Vì lịch sử, văn hóa và các điểm tham quan của nó, Salzburg đã được coi là "thành phố truyền cảm hứng nhất" của Áo.

## Lịch sử

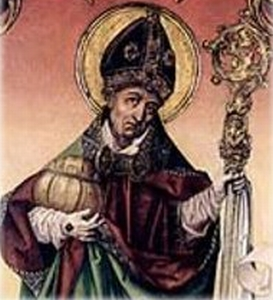
Thánh Rupert của Salzburg, Giám mục đầu tiên của Salzburg và là vị thánh bảo hộ của bang Salzburg

Đọc bài chính về Lịch sử bang Salzburg

### Từ Tiền sử đến Trung kỳ Trung Cổ
Vùng đất thuộc thành phố Salzburg ngày nay đã có người sinh sống từ Thời đại đồ đá mới. Đặc biệt là tại Rainberg đã có người sinh sống liên tục từ Thời đại đồ đá mới cho tới khi người La Mã đến đây dưới thời Hoàng đế Augustus năm 15 TCN. Thêm vào đó là các vùng dân cư của người Celt. Sau khi bị người La Mã chiếm giữ, các vùng dân cư trên các ngọn đồi núi được dời về trung tâm thành phố cổ. Thành phố La Mã Juvavum được thành lập từ đấy và được xem như một đô thị La Mã vào năm 45 sau Công nguyên. Thành phố đã phát triển nhanh chóng đặc biệt là ở tả ngạn sông Salzach, nơi sông Salzach và núi Mönchsberg tạo thành thế phòng thủ tốt và chỉ cần xây đắp công sự bảo vệ vững chắc ở về phía nam là hướng trống. Chỉ vài thập niên sau đó Juvavum đã trở thành một trung tâm hành chánh quan trọng của tỉnh La Mã Noricum dưới thời Hoàng đế Claudius.Sau khi biên giới Noricum sụp đổ, Juvavum suy tàn mạnh đến nỗi vào cuối thế kỷ thứ 7, nó gần như chỉ còn là một đống đổ nát.
Năm 699, công tước Theodo xứ Bayern đã tặng phần còn lại của thành phố La Mã xưa cổ này cho Giám mục Rupert của Salzburg để truyền đạo vào khu vực. Tên Salzburg được biết đến lần đầu tiên vào năm 755. Năm 739, Salzburg trở thành nơi cư ngụ chính của Giám mục. Nhà thờ lớn đầu tiên của Salzburg được hoàn thành năm 744. Thể theo lời thỉnh cầu của Vua Frank Charlemagne, Giáo hoàng Leo III đã nâng Salzburg lên thành địa hạt của tổng Giám mục.
Tên Salzburg có nghĩa là "Lâu đài Muối" (tiếng Latinh: Salis Burgium). Cái tên này bắt nguồn từ những chiếc sà lan chở muối trên sông Salzach, nơi bị thu phí vào thế kỷ thứ 8 theo phong tục của nhiều cộng đồng và thành phố trên các con sông ở châu Âu.

### Giữa và cuối thời Trung cổ
Thành phố Salzburg sau đó thuộc về Vương quốc Đông Francia, sau này là Thánh chế La Mã.
Pháo đài Hohensalzburg được bắt đầu xây dựng dưới thời tổng Giám mục Gebhard của Salzburg trong năm 1077. Vì Gebhard đứng về phía của giáo hoàng trong cuộc tranh chấp phong chức (Investiture Controversy) năm 1076 và năm 1077 đứng về phía của vị vua đối nghịch là Rudolf của Schwaben, nên vị tổng Giám mục đã bị Hoàng đế Heinrich IV của Thánh chế La Mã trục xuất vì tội phản bội sau khi cuộc tranh chấp chấm dứt.
Thành phố đã bị các bá tước của Plain, vốn trung thành với hoàng đế, phá hủy trong đêm 4 rạng sáng ngày 5 tháng 4 năm 1167 vì tổng Giám mục Konrad II của Babenberg đã tiếp nhận cai quản Salzburg mà không có sự đồng ý của hoàng đế Thánh chế La Mã.
Tổng Giám mục Eberhard của Regensberg, người đứng về phía của dòng Staufer, đã thành công trong việc tái lập một địa hạt tổng Giám mục thống nhất trong thời gian 1200 đến 1246. Từ đấy ảnh hưởng của Salzburg ngày càng lớn mạnh.

### Salzburg trong thời kỳ Baroque

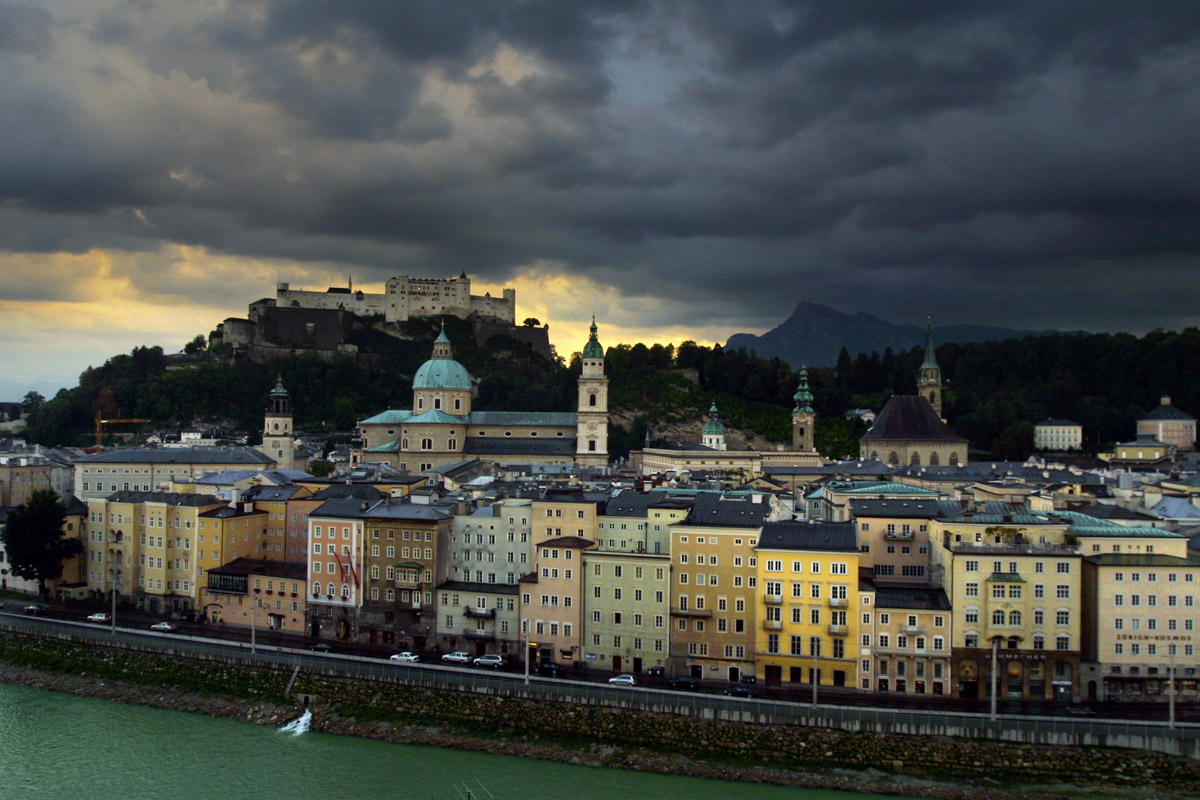
Khu phố cổ và pháo đài nhìn từ Kapuzinerberg

Đầu thế kỷ 17, Tổng Giám mục Wolf Dietrich của Raitenau đã cho cải tạo lại thành phố Salzburg, mang lại cho khu phố cổ nét đặc trưng cho đến ngày hôm nay. Năm 1598 Vincenzo Scamozzi được mời xây dựng lại Nhà thờ lớn Salzburg đã bị cháy đến lần thứ 8. Do mâu thuẫn về việc bán muối và thuế với Bayern, Wolf Dietrich đã chiếm lĩnh vùng đất Berchtesgarden năm 1611. Ngay sau đấy Bayern đã chiếm đóng Salzburg và tổ chức bầu Markus Sittikus của Hehenems thay thế Wolf Dietrich. Nhờ chính sách trung lập thận trọng và khéo léo, Paris của Lordon, người kế nhiệm Markus Sittikus, đã thành công trong việc đưa Salzburg đứng ngoài cuộc Chiến tranh 30 năm.
Chỉ vài năm sau khi Martin Luther công bố các luận đề của ông đa số người dân Salzburg đều rất cởi mở đối với đạo Tin Lành. Thêm vào đó là sự bất bình của người dân đối với chính thể chuyên chế của tổng Giám mục Matthäus Lang của Wellenburg. Các cuộc khởi nghĩa của nông dân năm 1525 một lần nữa lại biểu lộ sự đồng tình của nhiều người dân đối với đạo Tin Lành. Ngay từ trước năm 1590 gần như toàn bộ các gia đình theo đạo Tin Lành trong thành phố Salzburg đều phải rời bỏ đất nước. Trẻ em dưới 15 tuổi thường bị bỏ lại và được bốc thăm chia về cho các gia đình theo Công giáo. Cuối cùng, năm 1731, tổng Giám mục Leopold Anton của Firmian cùng với thủ tướng là Christani di Rallo đã ra lệnh trục xuất tiếp tục 20.000 người dân Salzburg theo đạo Tin Lành. Đầu tiên, vào cuối mùa thu năm 1731, 4.000 nam nữ làm tôi tớ đã bị bắt giam và trục xuất. Trong tháng 4 năm 1732 nhiều gia đình thợ thủ công và nông dân tiếp tục bị trục xuất. Gần ¼ những người bị trục xuất đã chết do không chịu đựng được cực khổ của chuyến đi đày. Mãi đến năm 1740, do vua Phổ can thiệp nhiều lần, những người bị trục xuất này mới được đền bù một phần. Mặc dù chính sách trục xuất phù hợp với luật lệ đương thời (cuius regio, eius religio - lãnh chúa quyết định tôn giáo của thần dân) nhưng việc này đã bị cả châu Âu không đồng tình. Việc dân số giảm đi qua việc trục xuất đã mang lại nhiều hậu quả nặng nề về kinh tế cho vùng đất Salzburg. Năm 1966 tổng Giám mục Andreas Rohracher đã bài tỏ sự hối tiếc sâu đậm của ông về việc trục xuất và kêu gọi thương yêu cũng như tôn trọng lẫn nhau.
Từ 1772 đến 1803, dưới thời cầm quyền của tổng Giám mục Hieronymus Franz Josef Collodero của Wallsee và Mels, Salzburg đã trở thành trung tâm của thời kỳ Khai sáng. Hệ thống trường học được cải tổ theo gương mẫu Áo và nhiều nhà khoa học cũng như nghệ thuật đã được gọi về Salzburg.

### Salzburg sau thời thế tục hóa
Đạo luật thế tục hóa các lãnh địa tôn giáo năm 1803 đã chấm dứt sự cai trị các Tổng Giám mục Salzburg. Thành phố cùng với Freising và Passau trở thành lãnh địa của Đại công tước Ferdinando III của Toscana. Năm 1805, cùng với Berchtesgaden, Salzburg được chia cho Đế quốc Áo, năm 1810 lại trở thành một phần của Bayern. Năm 1816, sau Đại hội Viên, Salzburg lại thuộc về Áo và trở thành một phần của Thượng Áo (Oberösterreich).
Các cuộc bầu cử đầu tiên được tiến hành theo luật bầu cử vào năm 1919. Cuộc trưng cầu dân ý sáp nhập vào Áo-Đức được tiến hành vào ngày 29 tháng 5 năm 1921.

### Thời kỳ Quốc xã và Chiến tranh thế giới thứ hai
Dưới chế độ Quốc xã độc tài, vào ngày 30 tháng 4 năm 1938 đã xảy ra việc đốt sách, nhiều người Do Thái cũng như chính trị gia đối lập đã bị bắt giữ. Trong khuôn khổ của cái được gọi là Kristallnacht Nhà thờ Do Thái Salzburg đã bị phá hủy vào ngày 9 tháng 11.
15 cuộc ném bom của phi cơ quân đội Mỹ trong thời gian 1944/1945 đã phá hủy hay làm hư hại 7.600 hộ dân cư, 14.563 người mất nhà cửa, hơn 550 người chết.

### Sau Chiến tranh thế giới thứ hai đến ngày nay

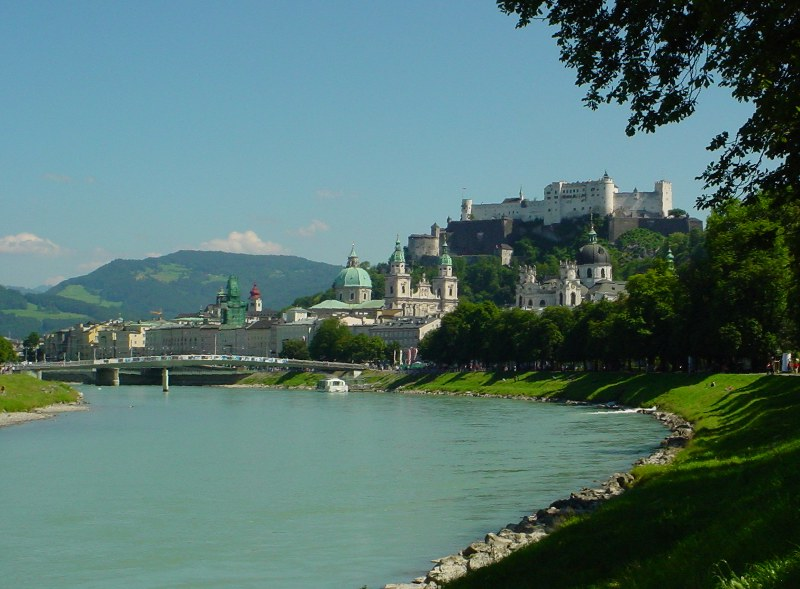
Salzburg và Pháo đài Hohensalzburg

Quân đội Mỹ tiến vào Salzburg ngày 4 tháng 5 năm 1945, tiếp nhận thành phố từ quân đội Đức dưới quyền chỉ huy của Đại tá Hans Lepperdinger. Người Mỹ đã đưa Richard Hildmann vào chức vụ thị trưởng. Các đảng chính trị như Đảng Xã hội Dân chủ Áo, Đảng Nhân dân Áo và Đảng Cộng sản Áo được thành lập. Nhiều làn sóng người tỵ nạn không quê hương (Displaced Persons), người gốc Đức và người Do Thái đã tràn vào thành phố. Trong tháng 12 năm 1946 trong khu vực Salzburg đã có khoảng 13.200 người tỵ nạn, chủ yếu từ Đông Âu và Trung Âu. Nhiều trại tỵ nạn đạ được thành lập, trong số đó nổi tiếng nhất là trại Parsch.
Salzburg là nơi tổ chức Hội nghị các tiểu bang vào ngày 26 tháng 9. Salzburg là bang đầu tiên đã kêu gọi tái thành lập nước Cộng hòa Áo và công nhận chính phủ quốc gia tại Wien. Salzburg cũng như nhiều phần của vùng Steiermark trở thành Vùng chiếm đóng của quân đội Mỹ. Salzburg là nơi đặt trụ sở của Bộ tư lệnh. Trong những tuần đầu tiên, lực lượng chiếm đóng đã tịch thu nhiều căn nhà và điều hành toàn bộ Salzburg, nhưng sau đó đã chuyển sang hợp tác với chính quyền của tiểu bang và của thành phố. Ngoại trừ một vài cuộc tấn công riêng lẻ, người dân Salzburg đã hợp tác với lực lượng chiếm đóng. Nhờ vào sự giúp đỡ lớn về kinh tế (Kế hoạch Marshall) mà nền kinh tế Salzburg đã nhanh chóng khôi phục.
Khách sạn châu Âu cao 16 tầng, cho đến nay vẫn là tòa nhà cao nhất Salzburg, được khai trương vào ngày 15 tháng 7 năm 1957. Ý kiến của người Salzburg về tòa nhà này cho đến nay vẫn đa dạng: từ "vết nhơ của thập niên 50" cho đến "cần được bảo vệ". Vào ngày 1 tháng 5 năm 1959, buổi lễ đầu tiên được tiến hành trong Nhà thờ lớn Salzburg vừa được tái kiến thiết.
Vào ngày 5 tháng 7 năm 1962, sau hơn 150 năm gián đoạn, Trường Đại học Salzburg (Universität Salzburg) đã được tái thành lập với khoa Công giáo-Thần học và khoa Triết. Khoa Triết sau đó được mở rộng thành khoa Khoa học Xã hội rồi thành khoa Khoa học Xã hội và Văn hóa. Khoa Khoa học Tự nhiên được thành lập vào ngày 3 tháng 10 năm 1986.
Phần lớn khu phố cổ trở thành khu dành riêng cho người đi bộ từ ngày 9 tháng 7 năm 1973.
Trong tháng 10 năm 2003, trường Đại học Y khoa Paracelsus bắt đầu hoạt động, là trường đại học y khoa tư nhân đầu tiên của nước Áo.

## Địa lý
Thành phố Salzburg nằm trong lòng chảo Salzburg, mang nhiều ảnh hưởng của sông Salzach và các đồi núi chung quanh thành phố vẫn còn nguyên trạng tự nhiên. Nhờ vậy, nội thành Salzburg là một trong các nội thành có nhiều cây xanh nhất của châu Âu. Thuộc thành phố Salzburg bao gồm các núi Festungsberg (với Pháo đài Hohensalzburg), Mönchsberg, Rainberg (Salzburg) và Kapuzinerberg. Ở phía nam của Salzburg là các núi Hellbrunner Berg và Morzger Hügel, trong khu phố Altliefering là đồi Grafenhügel.
Về phía tây nam của thành phố là núi Untersberg cao 1.853 m và về phía đông nam là núi Gaisberg (Salzburg) cao 1.288 m. Cạnh khu rừng ven sông Salzach là vùng đồi Flachgau với núi Plainberg. Về phía tây bắc thành phố Salzburg giáp ranh với bang Bayern của Đức, sông Salzach là biên giới với thành phố Freilassing thuộc Đức.

### Khí hậu
Salzburg thuộc vùng ôn đới. Phân loại khí hậu Köppen chỉ rõ khí hậu là khí hậu lục địa ẩm (Dfb), tuy nhiên, với đường đẳng nhiệt −3 °C (27 °F) của tháng lạnh nhất, Salzburg có thể được phân loại là có khí hậu đại dương bốn mùa với sự chênh lệch nhiệt độ đáng kể giữa các mùa. Do vị trí nằm ở rìa phía bắc của dãy Alps, lượng mưa tương đối cao, chủ yếu xuất hiện vào các tháng mùa hè. Mưa phùn được gọi là Schnürlregen theo phương ngữ địa phương. Vào mùa đông và mùa xuân, thường xuyên có gió foehn.
| Dữ liệu khí hậu của Salzburg-Flughafen (LOWS) 1981–2010, extremes 1874–present | Dữ liệu khí hậu của Salzburg-Flughafen (LOWS) 1981–2010, extremes 1874–present | Dữ liệu khí hậu của Salzburg-Flughafen (LOWS) 1981–2010, extremes 1874–present | Dữ liệu khí hậu của Salzburg-Flughafen (LOWS) 1981–2010, extremes 1874–present | Dữ liệu khí hậu của Salzburg-Flughafen (LOWS) 1981–2010, extremes 1874–present | Dữ liệu khí hậu của Salzburg-Flughafen (LOWS) 1981–2010, extremes 1874–present | Dữ liệu khí hậu của Salzburg-Flughafen (LOWS) 1981–2010, extremes 1874–present | Dữ liệu khí hậu của Salzburg-Flughafen (LOWS) 1981–2010, extremes 1874–present | Dữ liệu khí hậu của Salzburg-Flughafen (LOWS) 1981–2010, extremes 1874–present | Dữ liệu khí hậu của Salzburg-Flughafen (LOWS) 1981–2010, extremes 1874–present | Dữ liệu khí hậu của Salzburg-Flughafen (LOWS) 1981–2010, extremes 1874–present | Dữ liệu khí hậu của Salzburg-Flughafen (LOWS) 1981–2010, extremes 1874–present | Dữ liệu khí hậu của Salzburg-Flughafen (LOWS) 1981–2010, extremes 1874–present | Dữ liệu khí hậu của Salzburg-Flughafen (LOWS) 1981–2010, extremes 1874–present |
| Tháng                                                                          | 1                                                                              | 2                                                                              | 3                                                                              | 4                                                                              | 5                                                                              | 6                                                                              | 7                                                                              | 8                                                                              | 9                                                                              | 10                                                                             | 11                                                                             | 12                                                                             | Năm                                                                            |
| ------------------------------------------------------------------------------ | ------------------------------------------------------------------------------ | ------------------------------------------------------------------------------ | ------------------------------------------------------------------------------ | ------------------------------------------------------------------------------ | ------------------------------------------------------------------------------ | ------------------------------------------------------------------------------ | ------------------------------------------------------------------------------ | ------------------------------------------------------------------------------ | ------------------------------------------------------------------------------ | ------------------------------------------------------------------------------ | ------------------------------------------------------------------------------ | ------------------------------------------------------------------------------ | ------------------------------------------------------------------------------ |
| Cao kỉ lục °C (°F)                                                             | 20.8 (69.4)                                                                    | 21.7 (71.1)                                                                    | 24.9 (76.8)                                                                    | 30.3 (86.5)                                                                    | 34.1 (93.4)                                                                    | 35.7 (96.3)                                                                    | 37.7 (99.9)                                                                    | 36.6 (97.9)                                                                    | 33.3 (91.9)                                                                    | 28.2 (82.8)                                                                    | 24.1 (75.4)                                                                    | 19.1 (66.4)                                                                    | 37.7 (99.9)                                                                    |
| Trung bình ngày tối đa °C (°F)                                                 | 3.2 (37.8)                                                                     | 5.4 (41.7)                                                                     | 10.2 (50.4)                                                                    | 15.2 (59.4)                                                                    | 20.3 (68.5)                                                                    | 22.7 (72.9)                                                                    | 25.1 (77.2)                                                                    | 24.4 (75.9)                                                                    | 20.0 (68.0)                                                                    | 15.2 (59.4)                                                                    | 8.2 (46.8)                                                                     | 3.8 (38.8)                                                                     | 14.5 (58.1)                                                                    |
| Trung bình ngày °C (°F)                                                        | −1.1 (30.0)                                                                    | 0.3 (32.5)                                                                     | 4.6 (40.3)                                                                     | 8.9 (48.0)                                                                     | 14.0 (57.2)                                                                    | 16.8 (62.2)                                                                    | 18.9 (66.0)                                                                    | 18.2 (64.8)                                                                    | 14.0 (57.2)                                                                    | 9.4 (48.9)                                                                     | 3.7 (38.7)                                                                     | 0.0 (32.0)                                                                     | 9.0 (48.2)                                                                     |
| Tối thiểu trung bình ngày °C (°F)                                              | −4.0 (24.8)                                                                    | −3.0 (26.6)                                                                    | 0.7 (33.3)                                                                     | 4.3 (39.7)                                                                     | 8.9 (48.0)                                                                     | 12.1 (53.8)                                                                    | 14.0 (57.2)                                                                    | 13.8 (56.8)                                                                    | 10.3 (50.5)                                                                    | 6.0 (42.8)                                                                     | 0.9 (33.6)                                                                     | −2.5 (27.5)                                                                    | 5.1 (41.2)                                                                     |
| Thấp kỉ lục °C (°F)                                                            | −30.4 (−22.7)                                                                  | −30.6 (−23.1)                                                                  | −21.6 (−6.9)                                                                   | −9.2 (15.4)                                                                    | −3.4 (25.9)                                                                    | −0.1 (31.8)                                                                    | 3.7 (38.7)                                                                     | 2.0 (35.6)                                                                     | −3.0 (26.6)                                                                    | −8.3 (17.1)                                                                    | −18.0 (−0.4)                                                                   | −27.7 (−17.9)                                                                  | −30.6 (−23.1)                                                                  |
| Lượng Giáng thủy trung bình mm (inches)                                        | 59 (2.3)                                                                       | 53 (2.1)                                                                       | 87 (3.4)                                                                       | 78 (3.1)                                                                       | 115 (4.5)                                                                      | 151 (5.9)                                                                      | 158 (6.2)                                                                      | 164 (6.5)                                                                      | 112 (4.4)                                                                      | 73 (2.9)                                                                       | 72 (2.8)                                                                       | 72 (2.8)                                                                       | 1.195 (47.0)                                                                   |
| Lượng tuyết rơi trung bình cm (inches)                                         | 23 (9.1)                                                                       | 24 (9.4)                                                                       | 18 (7.1)                                                                       | 2 (0.8)                                                                        | 0 (0)                                                                          | 0 (0)                                                                          | 0 (0)                                                                          | 0 (0)                                                                          | 0 (0)                                                                          | 0 (0)                                                                          | 10 (3.9)                                                                       | 24 (9.4)                                                                       | 101 (40)                                                                       |
| Độ ẩm tương đối trung bình (%) (at 14:00)                                      | 71.4                                                                           | 63.5                                                                           | 56.9                                                                           | 51.3                                                                           | 51.2                                                                           | 54.3                                                                           | 52.6                                                                           | 55.2                                                                           | 58.4                                                                           | 61.9                                                                           | 70.0                                                                           | 74.9                                                                           | 60.1                                                                           |
| Nguồn 1: Central Institute for Meteorology and Geodynamics                     |                                                                                |                                                                                |                                                                                |                                                                                |                                                                                |                                                                                |                                                                                |                                                                                |                                                                                |                                                                                |                                                                                |                                                                                |                                                                                |
| Nguồn 2: Meteo Climat (record highs and lows)                                  |                                                                                |                                                                                |                                                                                |                                                                                |                                                                                |                                                                                |                                                                                |                                                                                |                                                                                |                                                                                |                                                                                |                                                                                |                                                                                |

| Dữ liệu khí hậu của Salzburg Airport (1971–2000) | Dữ liệu khí hậu của Salzburg Airport (1971–2000) | Dữ liệu khí hậu của Salzburg Airport (1971–2000) | Dữ liệu khí hậu của Salzburg Airport (1971–2000) | Dữ liệu khí hậu của Salzburg Airport (1971–2000) | Dữ liệu khí hậu của Salzburg Airport (1971–2000) | Dữ liệu khí hậu của Salzburg Airport (1971–2000) | Dữ liệu khí hậu của Salzburg Airport (1971–2000) | Dữ liệu khí hậu của Salzburg Airport (1971–2000) | Dữ liệu khí hậu của Salzburg Airport (1971–2000) | Dữ liệu khí hậu của Salzburg Airport (1971–2000) | Dữ liệu khí hậu của Salzburg Airport (1971–2000) | Dữ liệu khí hậu của Salzburg Airport (1971–2000) | Dữ liệu khí hậu của Salzburg Airport (1971–2000) |
| Tháng                                            | 1                                                | 2                                                | 3                                                | 4                                                | 5                                                | 6                                                | 7                                                | 8                                                | 9                                                | 10                                               | 11                                               | 12                                               | Năm                                              |
| ------------------------------------------------ | ------------------------------------------------ | ------------------------------------------------ | ------------------------------------------------ | ------------------------------------------------ | ------------------------------------------------ | ------------------------------------------------ | ------------------------------------------------ | ------------------------------------------------ | ------------------------------------------------ | ------------------------------------------------ | ------------------------------------------------ | ------------------------------------------------ | ------------------------------------------------ |
| Cao kỉ lục °C (°F)                               | 16.3 (61.3)                                      | 21.7 (71.1)                                      | 24.9 (76.8)                                      | 27.9 (82.2)                                      | 32.2 (90.0)                                      | 35.6 (96.1)                                      | 37.7 (99.9)                                      | 35.6 (96.1)                                      | 32.1 (89.8)                                      | 28.2 (82.8)                                      | 23.5 (74.3)                                      | 18.6 (65.5)                                      | 37.7 (99.9)                                      |
| Trung bình ngày tối đa °C (°F)                   | 3.2 (37.8)                                       | 5.6 (42.1)                                       | 10.4 (50.7)                                      | 14.3 (57.7)                                      | 19.9 (67.8)                                      | 22.2 (72.0)                                      | 24.4 (75.9)                                      | 24.2 (75.6)                                      | 20.1 (68.2)                                      | 14.8 (58.6)                                      | 7.8 (46.0)                                       | 4.0 (39.2)                                       | 14.2 (57.6)                                      |
| Trung bình ngày °C (°F)                          | −0.8 (30.6)                                      | 0.7 (33.3)                                       | 4.8 (40.6)                                       | 8.5 (47.3)                                       | 13.8 (56.8)                                      | 16.5 (61.7)                                      | 18.6 (65.5)                                      | 18.3 (64.9)                                      | 14.3 (57.7)                                      | 9.3 (48.7)                                       | 3.6 (38.5)                                       | 0.4 (32.7)                                       | 9.0 (48.2)                                       |
| Tối thiểu trung bình ngày °C (°F)                | −4 (25)                                          | −2.9 (26.8)                                      | 0.7 (33.3)                                       | 3.8 (38.8)                                       | 8.4 (47.1)                                       | 11.5 (52.7)                                      | 13.5 (56.3)                                      | 13.5 (56.3)                                      | 10.1 (50.2)                                      | 5.5 (41.9)                                       | 0.6 (33.1)                                       | −2.5 (27.5)                                      | 4.9 (40.8)                                       |
| Thấp kỉ lục °C (°F)                              | −25.4 (−13.7)                                    | −21.8 (−7.2)                                     | −21.6 (−6.9)                                     | −3.9 (25.0)                                      | −2.1 (28.2)                                      | 2.0 (35.6)                                       | 3.7 (38.7)                                       | 4.3 (39.7)                                       | −1.6 (29.1)                                      | −8 (18)                                          | −17.8 (0.0)                                      | −26.8 (−16.2)                                    | −26.8 (−16.2)                                    |
| Lượng Giáng thủy trung bình mm (inches)          | 59.9 (2.36)                                      | 54.7 (2.15)                                      | 78.7 (3.10)                                      | 83.1 (3.27)                                      | 114.5 (4.51)                                     | 154.8 (6.09)                                     | 157.5 (6.20)                                     | 151.3 (5.96)                                     | 101.3 (3.99)                                     | 72.6 (2.86)                                      | 83.0 (3.27)                                      | 72.8 (2.87)                                      | 1.184,2 (46.62)                                  |
| Lượng tuyết rơi trung bình cm (inches)           | 24.0 (9.4)                                       | 23.9 (9.4)                                       | 21.7 (8.5)                                       | 2.9 (1.1)                                        | 0.1 (0.0)                                        | 0.0 (0.0)                                        | 0.0 (0.0)                                        | 0.0 (0.0)                                        | 0.0 (0.0)                                        | 0.0 (0.0)                                        | 12.1 (4.8)                                       | 27.8 (10.9)                                      | 112.5 (44.3)                                     |
| Số ngày giáng thủy trung bình (≥ 1.0 mm)         | 10.1                                             | 9.5                                              | 11.9                                             | 11.8                                             | 12.1                                             | 15.0                                             | 14.4                                             | 13.2                                             | 10.8                                             | 9.3                                              | 10.8                                             | 11.8                                             | 140.7                                            |
| Độ ẩm tương đối trung bình (%) (at 14:00)        | 73.6                                             | 65.6                                             | 58.1                                             | 54.9                                             | 52.5                                             | 55.6                                             | 54.5                                             | 55.6                                             | 58.8                                             | 62.8                                             | 70.6                                             | 75.4                                             | 61.5                                             |
| Số giờ nắng trung bình tháng                     | 67.0                                             | 91.9                                             | 130.0                                            | 152.6                                            | 196.4                                            | 193.9                                            | 221.1                                            | 202.8                                            | 167.7                                            | 129.7                                            | 81.2                                             | 62.8                                             | 1.697,1                                          |
| Phần trăm nắng có thể                            | 26.9                                             | 34.4                                             | 37.9                                             | 39.4                                             | 44.3                                             | 43.7                                             | 48.8                                             | 48.3                                             | 47.4                                             | 42.9                                             | 30.8                                             | 26.7                                             | 39.3                                             |
| Nguồn: Viện Khí tượng Địa động lực Trung ương    |                                                  |                                                  |                                                  |                                                  |                                                  |                                                  |                                                  |                                                  |                                                  |                                                  |                                                  |                                                  |                                                  |

## Dân số
Năm 2018, 31% tổng dân số là người nước ngoài sinh ra theo Statistik Austria.
Dân số Salzburg phát triển nhảy vọt trong năm 1935 từ 40.232 lên đến 63.275 người do sáp nhập nhiều làng lân cận. Trong thời gian sau Chiến tranh thế giới thứ hai dân số Salzburg một lần nữa lại tăng nhảy vọt do nhiều người tỵ nạn chiến tranh, đặc biệt là người gốc Đức, đã chọn thành phố này làm quê hương thứ hai. Từ khoảng năm 1950 Salzburg trở thành thành phố lớn do dân cư vượt quá ngưỡng 100.000 người. Trong năm 2006, 150.000 người có nơi cư ngụ chính trong Salzburg.

## Ngôn ngữ
Tiếng Đức ở Áo được viết rộng rãi và chỉ khác với biến thể tiêu chuẩn của Đức ở một số từ vựng và một vài điểm ngữ pháp. Salzburg thuộc về khu vực phương ngữ Áo-Bayern, đặc biệt là phương ngữ Trung Bayern. Nó được nói rộng rãi bởi cả người trẻ và người già mặc dù các giáo sư ngôn ngữ học từ Đại học Salzburg, Irmgard Kaiser và Hannes Scheutz đã chứng kiến sự giảm số lượng người nói phương ngữ trong thành phố trong vài năm qua. Mặc dù ngày càng có nhiều trẻ em học nói tiếng Đức chuẩn, Scheutz cảm thấy điều đó ít liên quan đến ảnh hưởng của cha mẹ mà liên quan nhiều hơn đến việc sử dụng phương tiện truyền thông.

## Kiến trúc

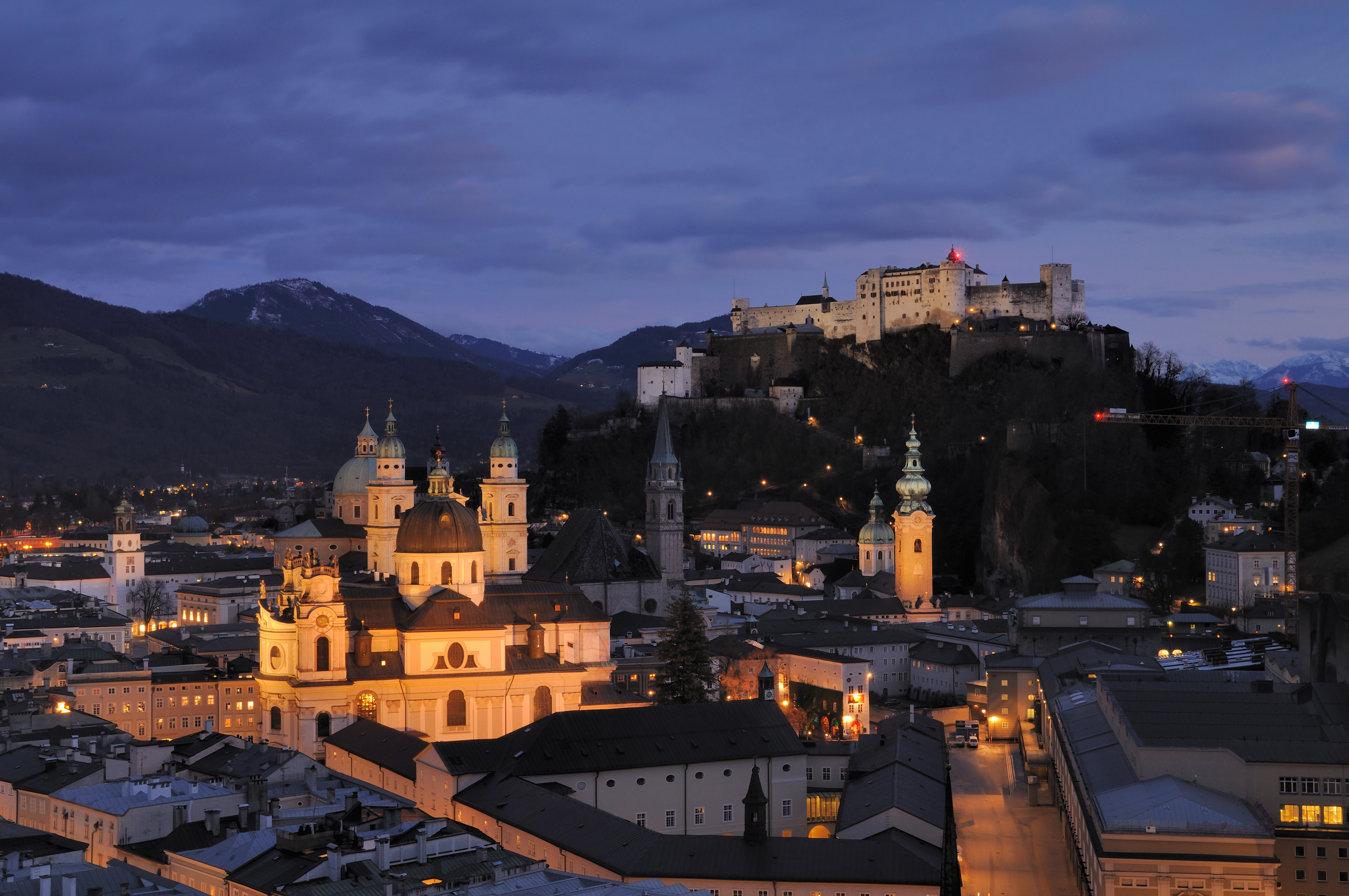
Quang cảnh từ Mönchsberg

### Romanesque và Gothic
Các nhà thờ, các tu viện và những ngôi nhà có khung sườn đầu tiên theo phong cách Romanesque và Gothic đã thống trị thành phố thời trung cổ trong một thời gian dài. Nhà thờ Tổng giám mục Conrad của Wittelsbach là vương cung thánh đường lớn nhất ở phía bắc dãy Alps. Dàn hợp xướng của Nhà thờ Franziskanerkirche được khởi công xây dựng bởi Hans von Burghausen và hoàn thành bởi Stephan Krumenauer, là một trong những công trình kiến trúc tôn giáo kiểu gothic uy tín nhất của miền nam nước Đức. Vào cuối thời kỳ Gothic, nhà thờ thuộc giáo hội "Nonnberg", Nhà nguyện Margaret ở Nghĩa trang Thánh Peter, Nhà nguyện Thánh George và các sảnh trang nghiêm của "Hoher Stock" ở Pháo đài Hohensalzburg đã được xây dựng.

### Renaissance và baroque
Lấy cảm hứng từ Vincenzo Scamozzi, Vương công - Tổng giám mục Wolf Dietrich von Raitenau đã bắt đầu chuyển đổi thị trấn thời Trung cổ sang những lý tưởng kiến trúc của cuối thời kỳ Phục hưng. Kế hoạch xây dựng một nhà thờ lớn của Scamozzi không thành hiện thực khi vị tổng giám mục thất thủ. Nhà thờ thứ hai do Santino Solari quy hoạch đã trở thành nhà thờ Baroque sơ khai đầu tiên ở Salzburg. Nó từng là hình mẫu cho nhiều nhà thờ khác ở Nam Đức và Áo. Markus Sittikus và Paris von Lodron tiếp tục tái thiết thành phố với các công trình lớn như Cung điện Hellbrunn, dinh thự của Vương công - Tổng giám mục, các tòa nhà đại học, công sự, và nhiều công trình khác. Giovanni Antonio Daria quản lý việc xây dựng giếng nước theo lệnh của Hoàng tử Tổng giám mục Guido von Thun. Giovanni Gaspare Zuccalli theo lệnh của cùng một vị tổng giám mục, đã tạo ra nhà thờ Erhard và Kajetan ở phía nam thị trấn. Việc thiết kế lại thành phố đã được hoàn thành với các tòa nhà được thiết kế bởi Johann Bernhard Fischer von Erlach, được tặng bởi Vương công - Tổng giám mục Johann Ernst von Thun.
Sau thời đại của Ernst von Thun, sự mở rộng của thành phố bị dừng lại, đó là lý do tại sao không có nhà thờ nào được xây dựng theo phong cách Rococo. Sigismund von Schrattenbach tiếp tục với việc xây dựng "Sigmundstor" và tượng thánh Maria trên quảng trường nhà thờ. Với sự sụp đổ và sự phân chia của "Fürsterzbistum Salzburg" (Tòa Tổng Giám mục) trước đây thành Thượng Áo, Bayern (Rupertigau) và Tyrol (Zillertal Matrei) bắt đầu một thời kỳ dài đô thị đình trệ. Kỷ nguyên này không kết thúc trước khi thời kỳ chủ nghĩa sáng lập (Gründerzeit) mang lại cuộc sống mới cho sự phát triển đô thị. Vương triều xây dựng Jakob Ceconi và Carl Freiherr von Schwarz đã lấp đầy những vị trí quan trọng trong việc định hình thành phố trong thời đại này.

### Chủ nghĩa hiện đại cổ điển và chủ nghĩa hiện đại sau chiến tranh
Các tòa nhà theo chủ nghĩa hiện đại cổ điển và đặc biệt là chủ nghĩa hiện đại hậu chiến thường xuyên được bắt gặp ở Salzburg. Ví dụ như ngôi nhà Zahnwurzen (một ngôi nhà ở Linzergasse 22 ở trung tâm bên phải của khu phố cổ), "Lepi" (nhà tắm công cộng ở Leopoldskron) (được xây dựng năm 1964) và trung tâm đại hội được xây dựng năm 1957 ban đầu của Salzburg, đã được thay thế bởi một tòa nhà mới vào năm 2001. Một ví dụ quan trọng và nổi tiếng về kiến trúc của thời đại này là việc khai trương Großes Festspielhaus năm 1960 bởi Clemens Holzmeister.

### Kiến trúc đương đại
Thêm kiến trúc đương đại vào khu phố cổ Salzburg với nguy cơ không được UNESCO công nhận là Di sản Thế giới là một vấn đề nan giải. Tuy nhiên, một số cấu trúc mới đã được thêm vào: Mozarteum tại Vườn Mirabell kiểu Baroque (Kiến trúc Robert Rechenauer), Nhà Quốc hội năm 2001 (Kiến trúc: Freemasons), Unipark Nonntal năm 2011 (Kiến trúc: Storch Ehlers Partners), năm 2001 " Cầu Makartsteg "(Kiến trúc: HALLE1) và" Khu dân cư và Nhà Studio "của hai kiến trúc sư Christine và Horst Lechner ở giữa khu phố cổ của Salzburg (người đoạt giải kiến trúc Salzburg 2010). Các ví dụ khác về kiến trúc đương đại nằm bên ngoài khu phố cổ: tòa nhà Khoa Khoa học (Đại học Salzburg - Kiến trúc Willhelm Holzbauer) được xây dựng trên rìa của không gian xanh tự do, kiến trúc khối của Red Bull Hangar‑7 (Kiến trúc: Volkmar Burgstaller) tại Sân bay Salzburg, nơi có Flying Bulls của Dietrich Mateschitz và Trung tâm Mua sắm Europark. (Kiến trúc: Massimiliano Fuksas)

## Các quận

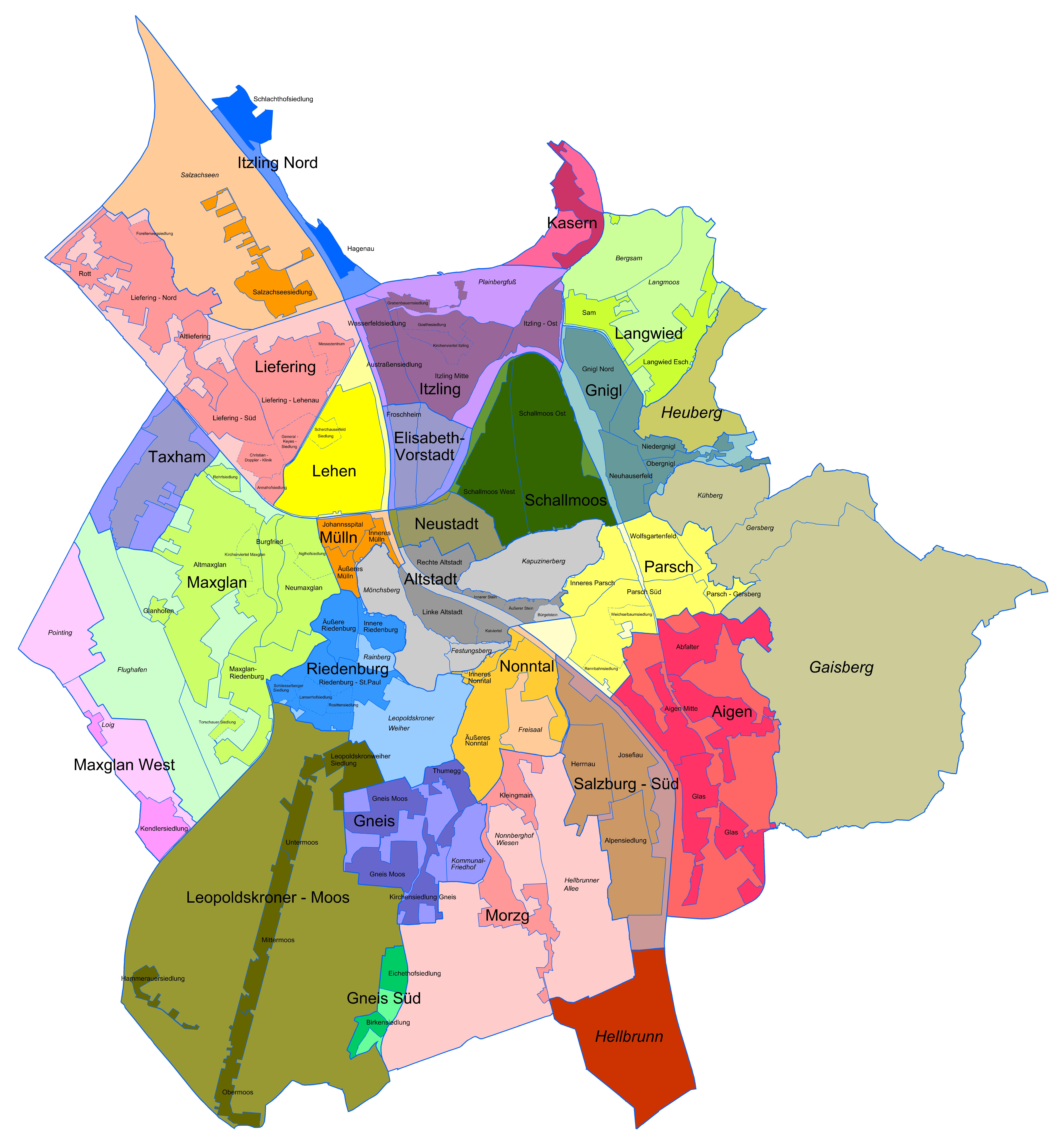
Các quận của Salzburg

Salzburg có hai mươi bốn quận nội thành và ba quận ngoại thành.
Các quận nội thành ( Stadtteile ):
- Aigen
- Altstadt
- Elisabeth-Vorstadt
- Gneis
- Gneis-Süd
- Gnigl
- Itzling
- Itzling-Nord
- Kasern
- Langwied
- Lehen
- Leopoldskron-Moos
- Liefering
- Maxglan
- Maxglan-West
- Morzg
- Mülln
- Neustadt
- Nonntal
- Parsch
- Riedenburg
- Salzburg-Süd
- Taxham
- Schallmoos

Các quận ngoại thành ( Landschaftsräume ):
- Gaisberg
- Hellbrunn
- Heuberg

## Chính trị
Đường lối chính trị của thành phố mang dấu ấn bảo thủ cho đến giữa thế kỷ 20. Năm 1914 Robert Preußler là người của Đảng Xã hội Dân chủ Áo đầu tiên trong hội đồng thành phố Salzburg. Sau Chiến tranh thế giới thứ hai, Richard Hildmann, người từ 1935 đến 1938 đã là thị trưởng thành phố, được Ủy ban quân quản của Mỹ cử vào chức vụ thị trưởng tạm thời vào ngày 5 tháng 5 năm 1945. Từ 1999 chức vụ thị trưởng được người dân bầu trực tiếp. Thị trưởng thành phố từ 1999 là Heinz Schaden (Đảng Xã hội Dân chủ Áo).

## Thắng cảnh

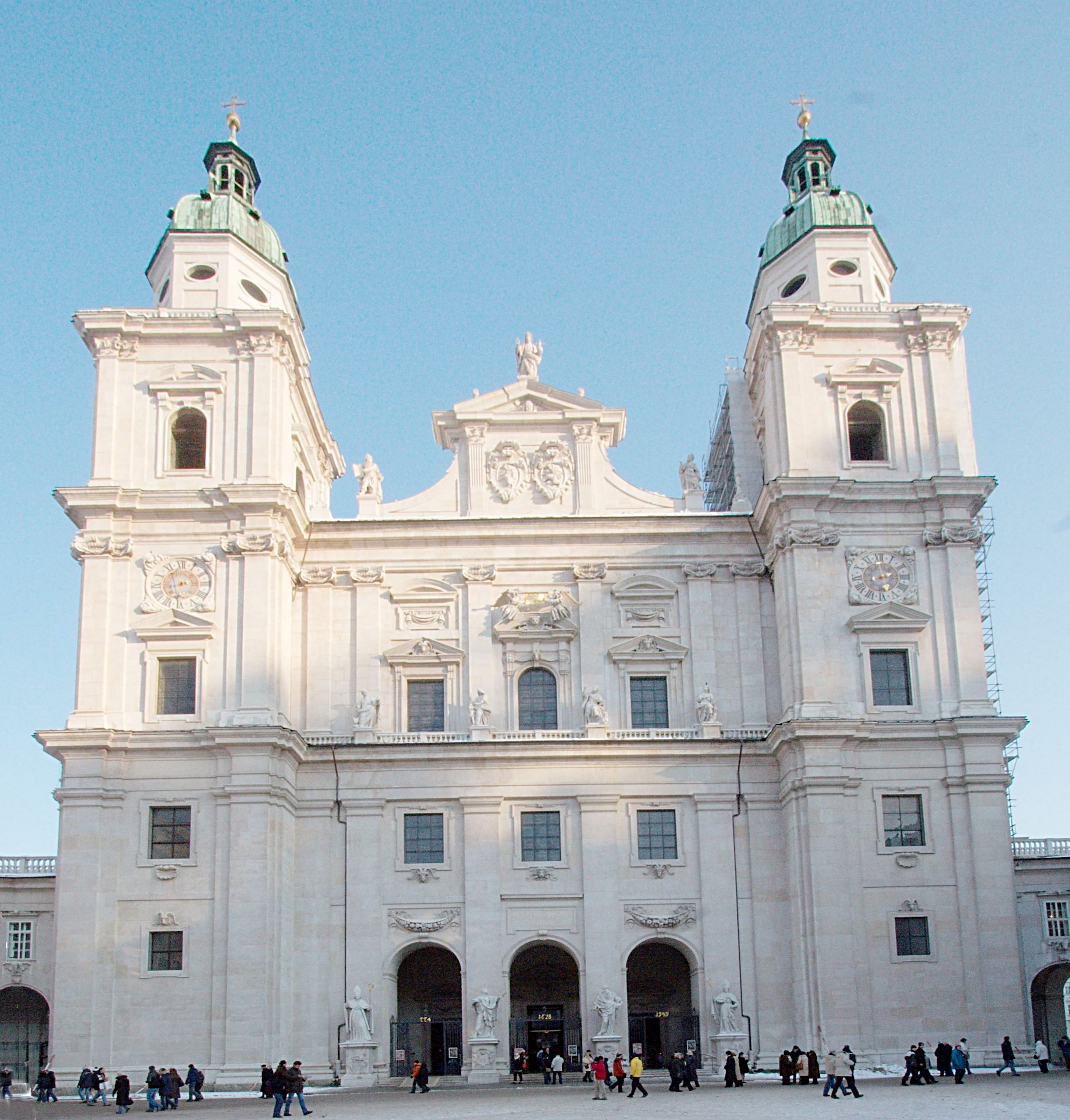
Nhà thờ Salzburg

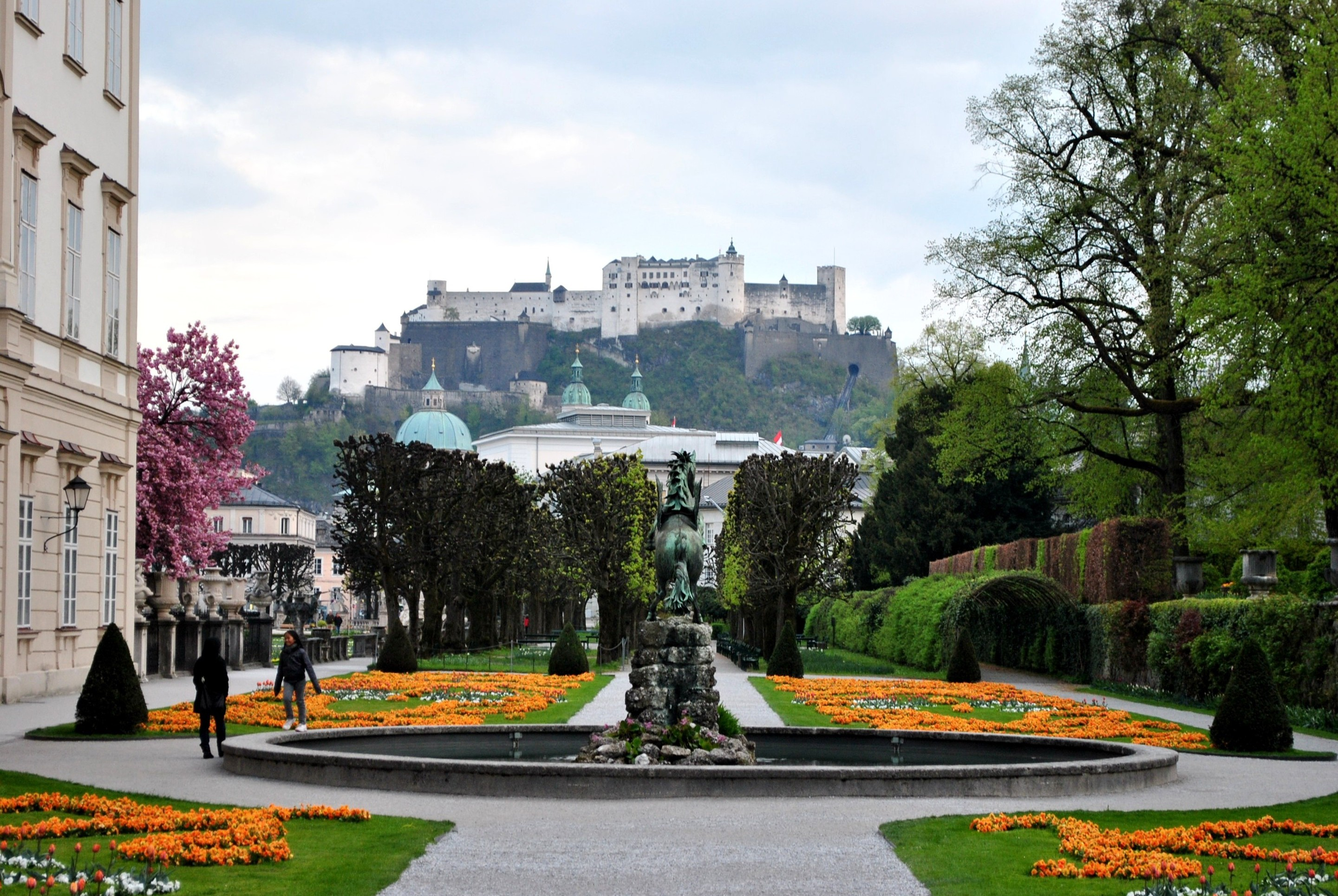
Những khu vườn trong Cung điện Mirabell, với Pháo đài Hohensalzburg ở phía xa

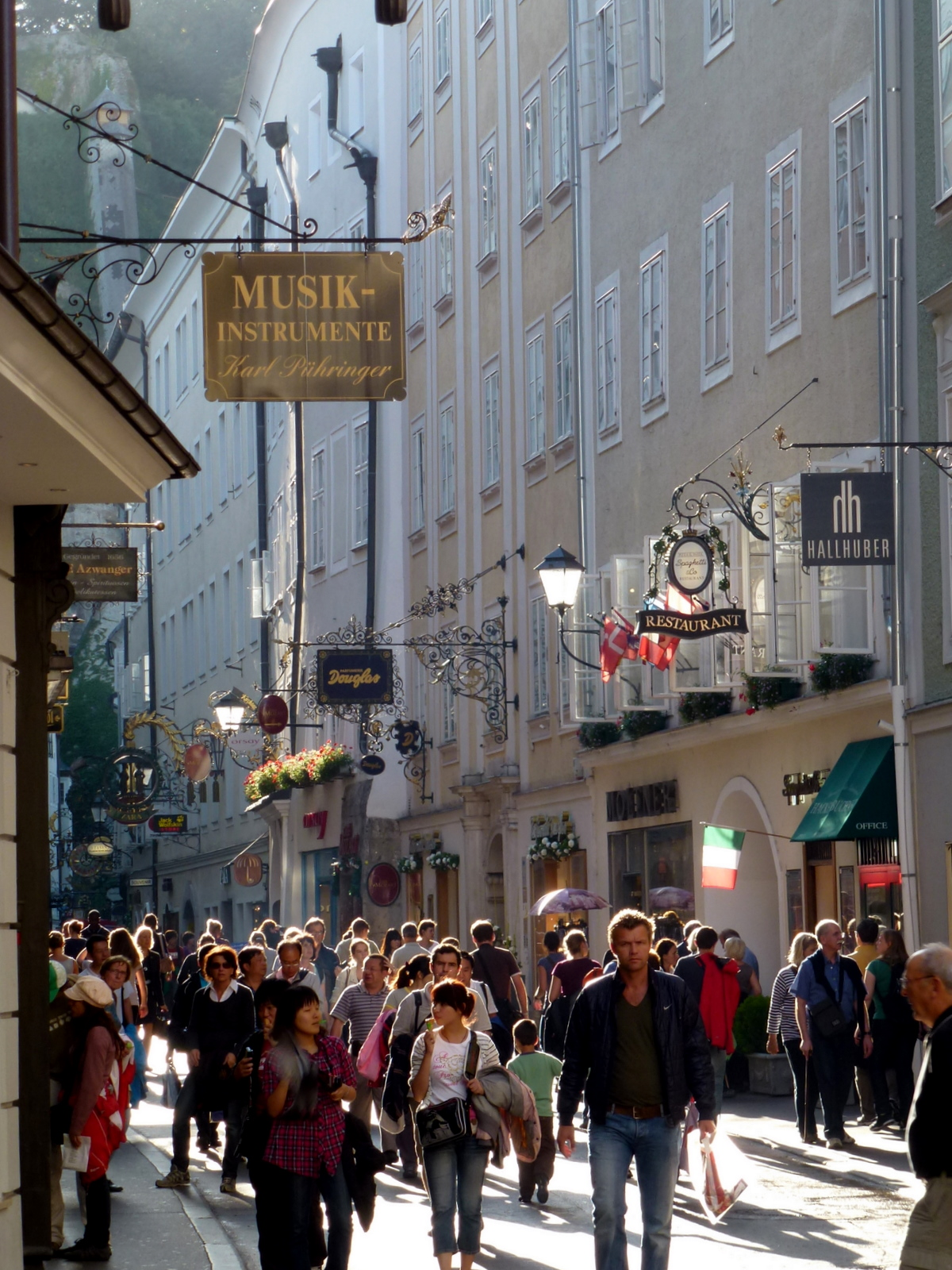
Góc nhìn của những người mua sắm ở Getreidegasse, một trong những con đường lâu đời nhất ở Salzburg

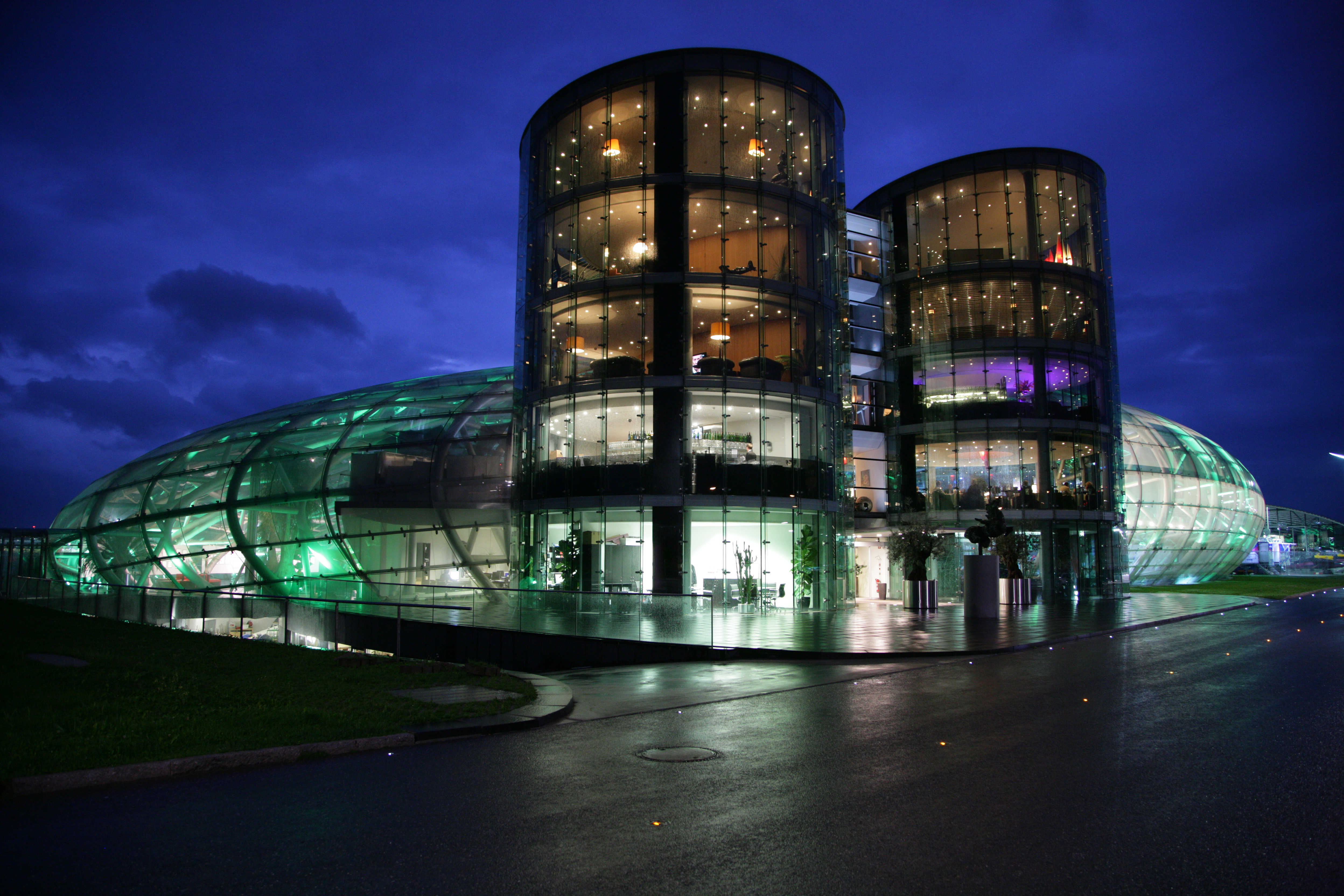
The Red Bull Hangar-7

Salzburg là một địa điểm yêu thích của du khách, với số lượng du khách đông cấp nhiều lần người dân địa phương trong thời gian cao điểm. Ngoài nơi sinh của Mozart đã nêu ở trên, những địa điểm đáng chú ý khác bao gồm:
Phố cổ
- Trung tâm lịch sử của thành phố Salzburg, Di sản Thế giới
- Kiến trúc Baroque, bao gồm nhiều nhà thờ
- Nhà thờ Salzburg (Salzburger Dom): xây mới 1614-1628, là nhà thờ Baroque đầu tiên phía bắc dãy núi Alps.
- Nhà thờ dòng Phanxicô (Franziskanerkirche)
- Nhà thờ Chúa Ba ngôi Thần thánh (Dreifaltigkeitskirche)
- Nhà thờ của Đại học Salzburg, tác phẩm chính của kiến trúc sư Johann Bernhard Fischer von Erlach.
- Tu viện Nonnberg, một tu viện dòng thánh Bê-nê-đích, là nữ tu viện tồn tại liên tục lâu đời nhất thế giới
- Tu viện St Peter với Petersfriedhof: là tu viện lâu đời nhất vẫn còn tồn tại
- Pháo đài Hohensalzburg (Festung Hohensalzburg) nhìn ra Phố Cổ, là một trong những lâu đài lớn nhất ở châu Âu
- Cung điện Mirabell với những khu vườn rộng
- Salzburg Residenz, nơi ở tráng lệ trước đây của các Vương công-Tổng giám mục
- Residenzgalerie, một bảo tàng nghệ thuật ở Salzburg Residenz
- Residenzplatz
- Großes Festspielhaus
- Nhà Mozart
- Nơi sinh của Mozart
- Getreidegasse
- Nhà thờ thánh Sebastian
- Sphaera (Salzburg) [de], một tác phẩm điêu khắc của một người đàn ông trên một quả cầu vàng (Stephan Balkenhol, 2007)

Bên ngoài khu phố cổ
- Schloss Leopoldskron, một cung điện rococo và di tích lịch sử quốc gia ở Leopoldskron-Moos, một quận phía nam của Salzburg
- Hellbrunn với các công viên và lâu đài
- Các công ty du lịch điều hành các chuyến tham quan các địa điểm quay phim Giai điệu hạnh phúc.
- Hangar-7, một tòa nhà đa chức năng thuộc sở hữu của Red Bull với một bộ sưu tập máy bay, trực thăng và xe đua Công thức Một cổ

Khu vực Đại Salzburg
- Lâu đài Anif nằm ở phía nam thành phố Anif
- [[Đền Đức Mẹ Maria Plain, một nhà thờ cuối thời Baroque ở rìa phía bắc của Salzburg
- Salzburger Freilichtmuseum Großgmain, một bảo tàng ngoài trời chứa các trang trại cũ từ khắp tiểu bang được tập hợp trong một khung cảnh cổ
- Schloss Klessheim, một cung điện và sòng bạc, trước đây được sử dụng bởi Adolf Hitler
- Berghof, nơi ẩn náu trên núi của Hitler gần Berchtesgaden
- Kehlsteinhaus, phần còn lại duy nhất của Berghof của Hitler
- Salzkammergut, một khu vực hồ phía đông thành phố
- Núi Untersberg, bên cạnh thành phố ở biên giới Áo-Đức, với tầm nhìn toàn cảnh Salzburg và dãy Alps xung quanh
- Trượt tuyết là một điểm thu hút trong mùa đông. Bản thân Salzburg không có cơ sở trượt tuyết nhưng nó hoạt động như một cửa ngõ dẫn đến các khu trượt tuyết ở phía nam. Trong những tháng mùa đông, sân bay của nó nhận các chuyến bay thuê từ khắp châu Âu.
- Vườn thú Salzburg, nằm ở phía nam thành phố Anif

## Văn hóa

### Thành phố âm nhạc

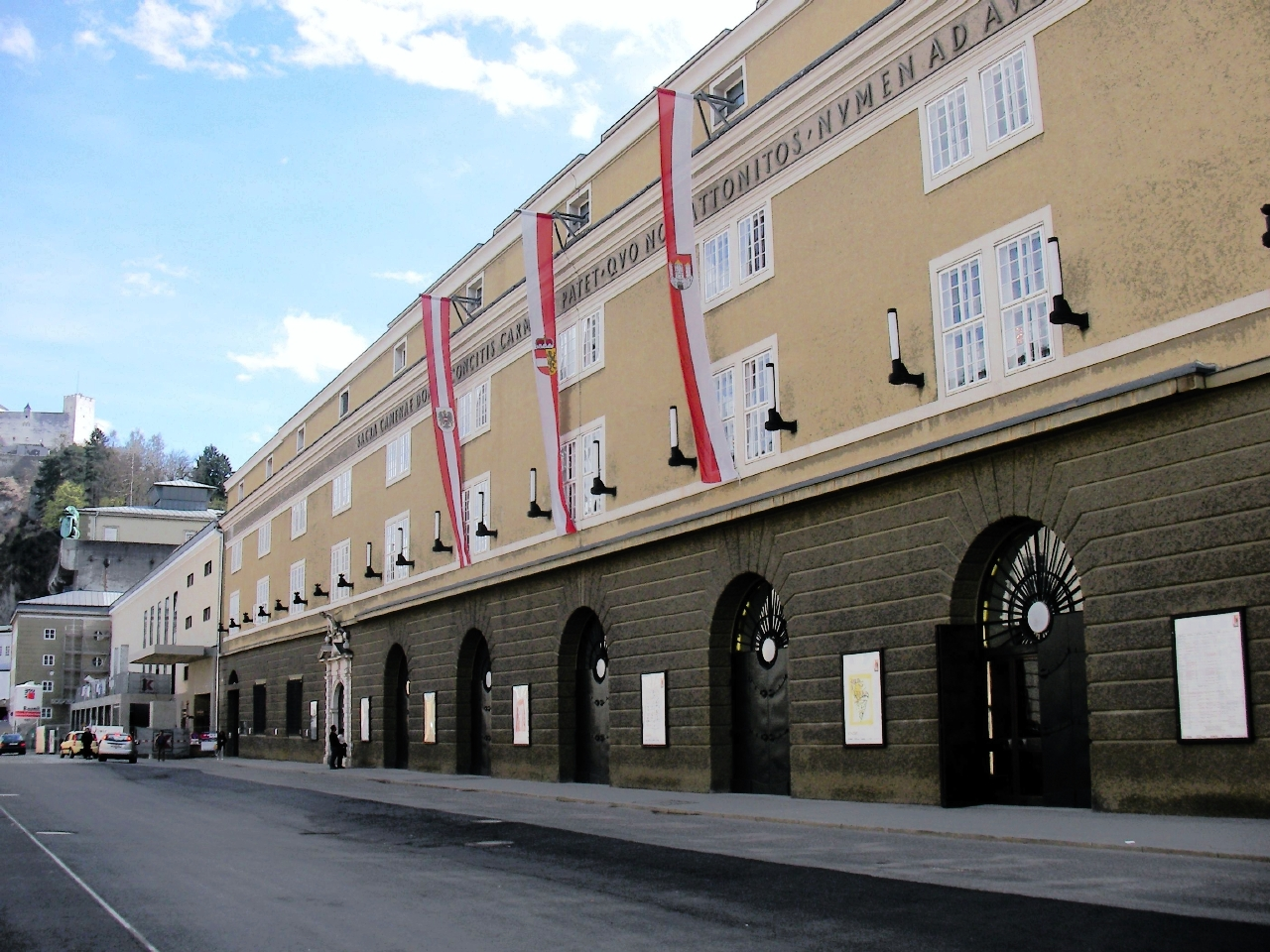
Großes Festspielhaus (Nhà lễ hội Lớn), một trong những nơi tổ chức hòa tấu âm nhạc trong dịp Lễ hội Salzburg

Ngay từ thời tổng Giám mục Arn của Salzburg thành phố đã có truyền thống về âm nhạc. Danh tiếng của thành phố âm nhạc Salzburg vang dội đến mức năm 870 Giáo hoàng Johannes VIII đã phải nhờ cậy vị tổng Giám mục Salzburg cử về một cây đàn ống cùng vời người chơi đàn đến Tòa thánh Vatican để phục vụ. Dưới thời của hầu tước-tổng Giám mục Eberhard của Regensberg, nhà thơ và nhà soạn nhạc danh tiếng Neidhart của Reuental đã sống và sáng tác tại đây. Năm 1424 Oswald của Wolkenstein (1377-1445) cũng đã lưu lại Salzburg dưới thời của tổng Giám mục Eberhard III của Neuhaus.
Dưới thời của hầu tước-tổng Giám mục Mathäus Lang của Wellenburg, cũng là một nhạc sĩ tài năng, nhiều nhà soạn nhạc đã sống và sáng tác tại Salzburg như Heirich Fink, Caspar Clanner và "vua đàn ống" Paul Hofhaimer. Nhà soạn nhạc nhà thờ theo đạo Tin Lành Paul Speratus cũng đã sống tại đây cho đến khi bị trục xuất. Năm 1591 hầu tước-tổng Giám mục Wolf Dietrich đã cho tái thành lập dàn nhạc trong cung điện và đội đồng ca nhà thờ với 78 nhạc sĩ.
Vào ngày 27 tháng 1 năm 1614 Markus Sittikus của Hohenems khánh thành nhà hát mới trong cung điện với các buổi trình diễn opera đầu tiên ngoài nước Ý.
Người con vĩ đại của Salzburg, Wolfgang Amadeus Mozart, ra đời năm 1756. Thế nhưng quan hệ giữa Mozart và vị hầu tước-tổng Giám mục Collero, cũng là một người chơi đàn vĩ cầm xuất sắc, đã đỗ vỡ. Mozart cho rằng ông không được ủng hộ đầy đủ. Sau khi Salzburg sáp nhập vào Áo (1816) truyền thống của dàn nhạc cung điện tắt dần
Franz Xaver Gruber, người sáng tác giai điệu cho bài hát Đêm Yên lặng, ra đời tại Salzburg năm 1792.
Buổi lễ khánh thành đài tưởng niệm Mozart đầu tiên năm 1842 bắt đầu cho truyền thống Lễ hội Mozart. Quỹ quốc tế Marateum được thành lập năm 1870, Trường Âm nhạc Mazarteum năm 1880, sau này trở thành Trường Đại học Âm nhạc Mozarteum. Clemens Krauss, Berhard Paumgartner, sau đấy là Klaus Ager cũng như là Gerhard Wimberger và nhiều người khác đã hoạt động tại đây.
Một số sự kiện âm nhạc:
- Lễ hội Salzburg hằng năm vào mùa hè
- Lễ hội Phục Sinh từ 1967
- Tuần Mozart vào sinh nhật của Mozart (27 tháng 1)

### Hội họa

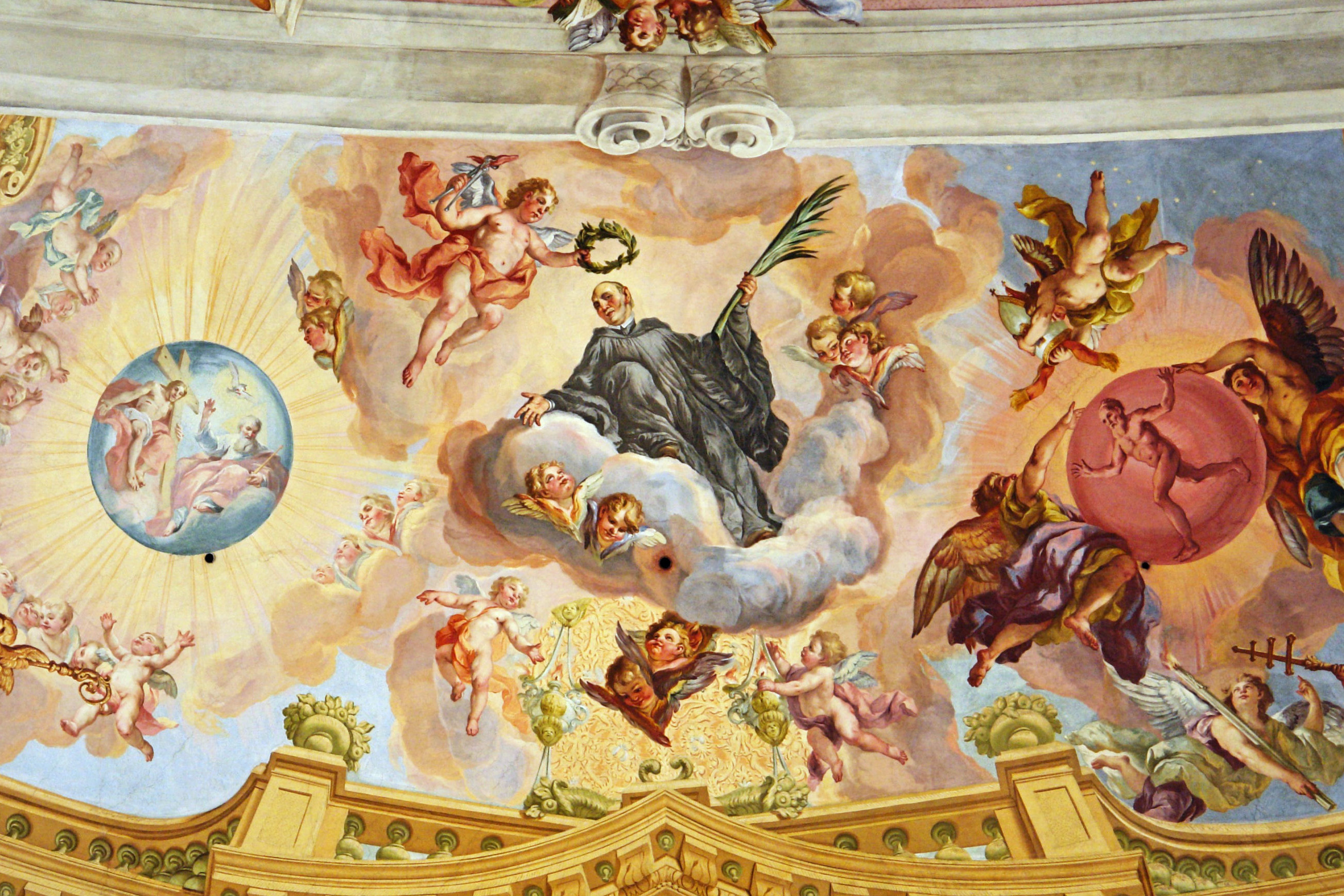
Bích họa trong Tu viện Melk của Johann Michael Rottmayr

Hội họa thời Trung cổ trong Salzburg mang dấu ấn của các dòng tu. Quyển sách giai điệu nhạc của Tu viện Thánh Peter là một trong những công trình quan trọng nhất của việc minh họa sách thời Trung cổ trong vùng núi Alps. Nhiều công trình minh họa sách thời Romanesque và Gothic cũng hình thành tại đây. Cũng nổi tiếng là các bức bích họa trong Tu viện Nonnberg. Tại đây vẫn còn giữ được một bức kính cửa sổ thời Gothic. Các nghệ sĩ Salzburg nổi tiếng thời Gothic là Rueland Frueauf và Conrad Laib. Họa sĩ Salzburg nổi tiếng trong thời Cận đại là Hans Bocksberger. Các họa sĩ thời Baroque đầu tiên và nổi tiếng nhất trong vùng nam Đức và Áo là họa sĩ Salzburg Johann Michael Rottmayr và Martino Altomonte. Vào thời Lãng mạn Salzburg được nhiều họa sĩ "tái khám phá", đặc biệt là Ferdinand Olivier, Adrian Ludwig Richter và sau đó là Johann Fischbach. Các bức tranh tôn vinh Salzburg của họ và các tác phẩm về lữ hành đã tạo nền tảng cho ngành du lịch Salzburg. Andreas Nesselthaler, Rudolf von Alt và Hubert Sattler cũng đã vẽ nhiều tranh phong cảnh Salzburg và vùng phụ cận. Sáng tác cùng thời kỳ này là họa sĩ Hans Makart sinh tại Salzburg, người đã có nhiều ảnh hưởng đến thế hệ họa sĩ trẻ.
Sống và sáng tác tại Salzbubrg sau Chiến tranh thế giới thứ nhất là Anton Faistauer, người đã vẽ nhiều bức bích họa lớn trong Nhà thờ Mortg và Nhà lễ hội Salzburg cũng như nhiều tranh sơn dầu. Sau Chiến tranh thế giới thứ hai, Oskar Kokoschka đã thành lập Học viện mùa hè quốc tế dành cho hội họa. trong Pháo đài Hohensalzburg.

### Điêu khắc
Hầu hết các tác phẩm điêu khắc thời Trung cổ đều mang tính tôn giáo. Các nhà điêu khác có tên tuổi cuối thời Gothic tại Salzburg là Michael Pacher và Veit Stoß. Michael Pacher đã sáng tạo một trong các bàn thờ lớn nhất và đẹp nhất Trung Âu cho Nhà thờ dòng Phanxicô. Tiếc rằng hiện nay chỉ còn lại bức tượng Đức Mẹ. Nổi tiếng thời Baroque là nhà điêu khắc Michael Bernhard Mandl. Nghệ thuật điêu khắc thế kỷ 18 tại Salzburg mang dấu ấn của Georg Raphael Donner. Cũng sáng tác trong thời kỳ này là Sebastian Stumpfeger, Johann Georg Hitzl và Anton Pfaffinger. Nổi bật trong số các nhà nghệ thuật của thế kỷ 20 là Giacomo Manzu với các tác phẩm của ông.

### Viện bảo tàng

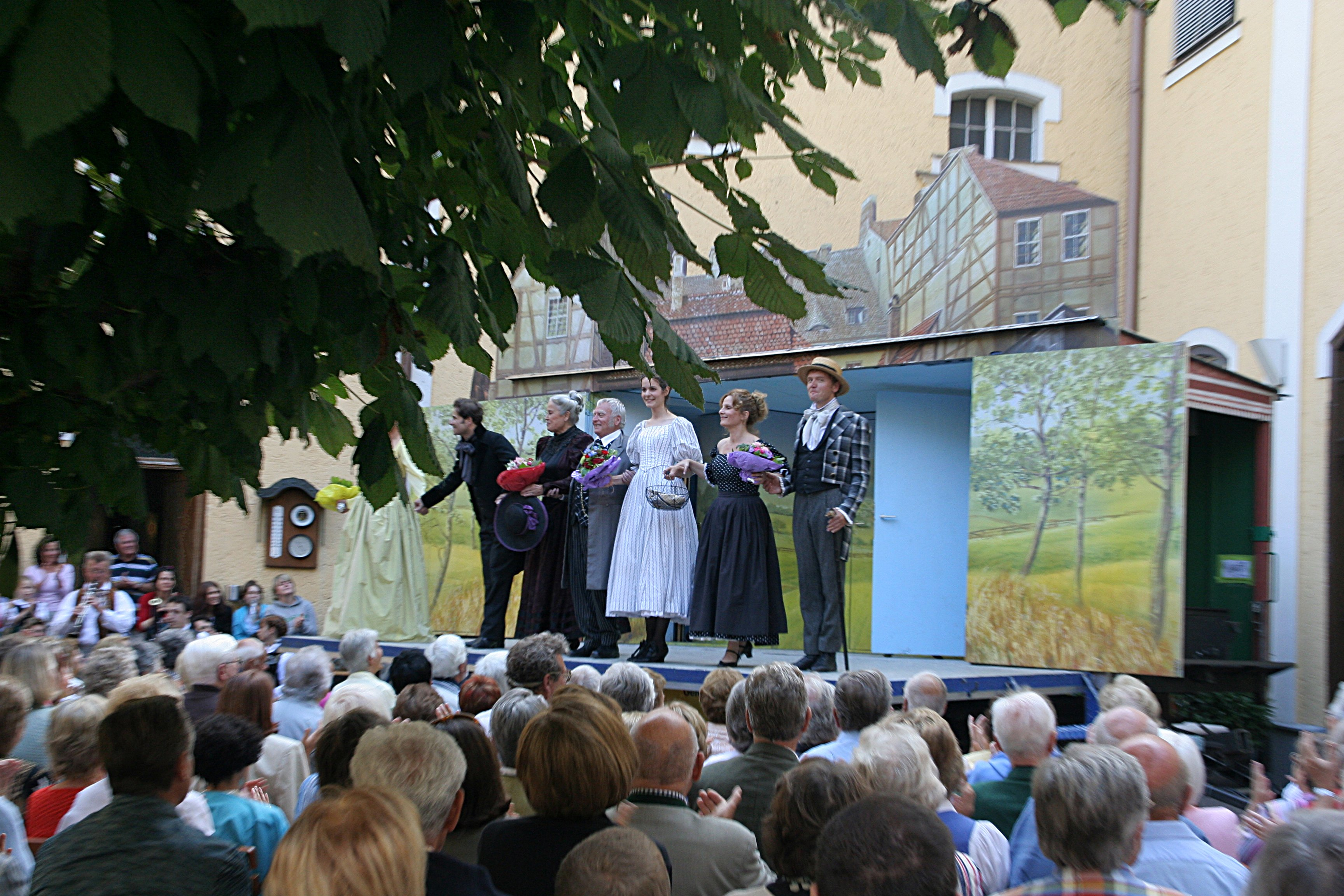
Một buổi biểu diễn ngoài trời

- Viện bảo tàng Salzburg Carolino Augusteum
- Nhà bảo tàng Tự nhiên Salzburg (Haus der Natur Salzburg)
- Viện bảo tàng ngoài trời Salzburg
- Viện bảo tàng Nhà thờ lớn Salzburg
- Viện bảo tàng Nghệ thuật Hiện đại Salzburg (Museum der Moderne Salzburg )

### Rạp chiếu bóng
Công ty "Phim nghệ thuật Salzburg" (Salzburger-Kunstfilm) được thành lập năm 1921. Phim tài liệu Die Festspiele 1921 (Các lễ hội 1921) được sản xuất ngay cùng năm. Phim truyện đầu tiên, Die Tragödie des Carlo Prinetti (Bi kịch của Carlo Prinetti) được trình chiếu lần đầu tiên tại Viên vào ngày 29 tháng 1 năm 1924. Thế nhưng công ty đã ngưng hoạt động ngay từ năm 1925 trong cuộc khủng hoảng phim câm Áo. Rạp chiếu bóng Maxglan thời đấy là rạp chiếu bóng lớn thứ hai của Áo.
Rạp chiếu bóng Mozart được xây năm 1905. Tiền thân của rạp chiếu bóng Elmo hình thành năm 1947 và được mở rộng nhiều lần. Trung tâm văn hóa phim ảnh Salzburg tổ chức hằng năm vào mùa thu Lễ hội phim. Ngoài ra Salzburg còn có các rạp chiếu bóng:
Central trên đường Linz (Linzer Gasse), Cineplexx Airport được khánh thành năm 1998 trong Airportcenter là một khu mua sắm và vui chơi giải trí, Cineplexx City tại Nhà ga chính được khai trương năm 2001.

## Cộng đồng tôn giáo

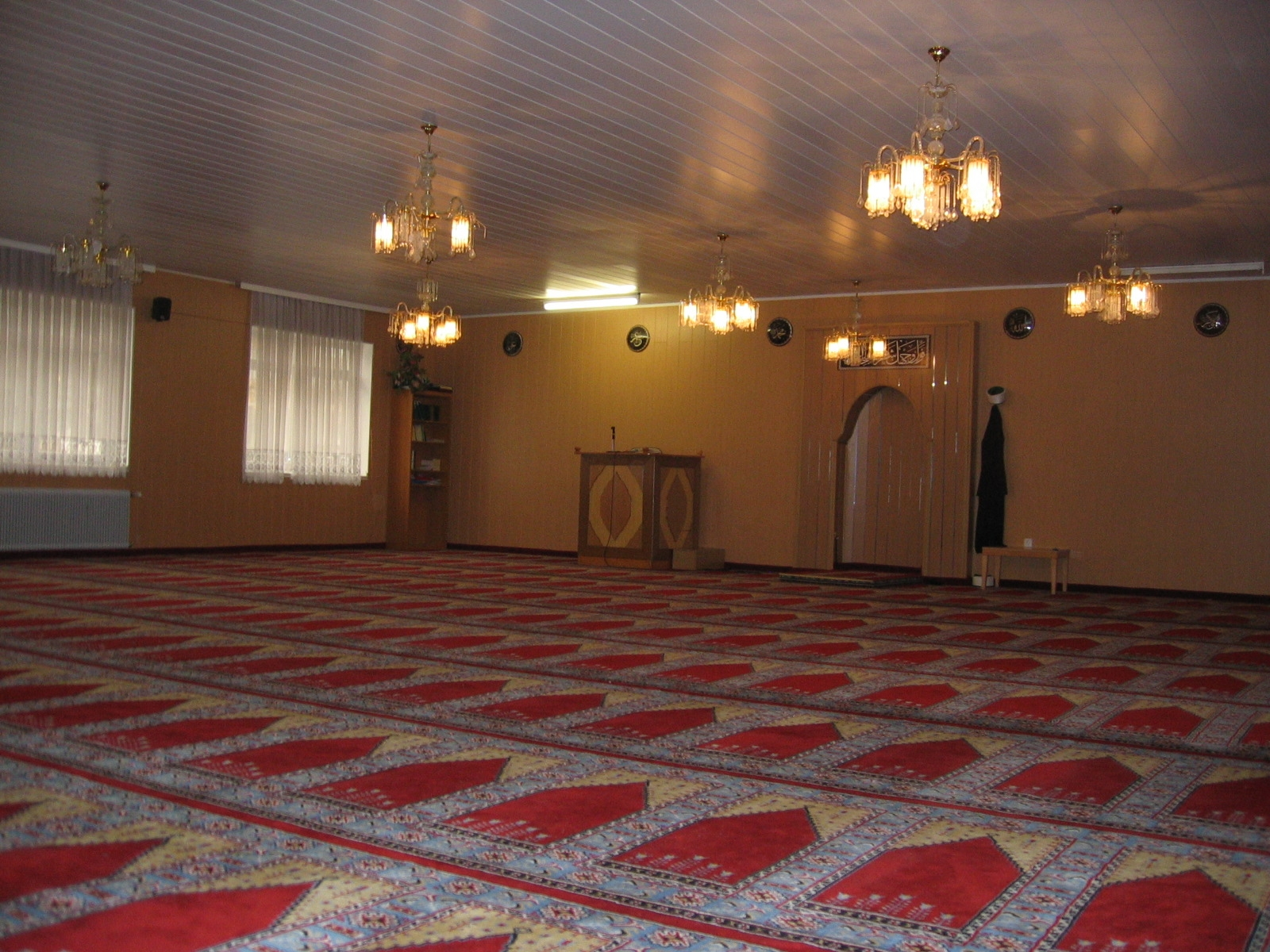
Một phòng cầu nguyện của những người Hồi giáo

Cho đến đầu thế kỷ 19, tức là cho đến khi lãnh địa của hầu tước-tổng Giám mục chấm dứt, Salzburg không có sự chia cắt giữa nhà thờ và nhà nước nên thành phố mang ảnh hưởng nhà thờ Công giáo rất lớn. Các khó khăn của cộng đồng Tin Lành, cộng đồng người Do Thái và đặc biệt là việc trục xuất người theo đạo Tin lành là những minh chứng cho việc này. Cho đến ngày nay các tháp nhà thờ vẫn thống trị quang cảnh của thành phố mà đã từng được gọi là Roma phía bắc. Nếu như thế kỷ 18 và đặc biệt là thế kỷ 19 đã mang lại những khả năng đầu tiên cho cuộc sống của các cộng đồng tôn giáo phi Công giáo thì trong nửa sau của thế kỷ 20, chủ yếu vì chiến tranh, trục xuất và hội nhập mà Salzburg đã đa dạng nhiều hơn về mặt tôn giáo.
Người theo đạo Công giáo chiếm 55,6% dân số vẫn là cộng đồng tôn giáo lớn nhất trong Salzburg, vượt xa các cộng đồng tôn giáo còn lại; 6,7% người dân theo đạo Tin Lành. Cộng đồng Chính Thống giáo Đông phương chiếm 5,3% dân số. Người theo đạo Hồi với 6,8% dân số là cộng đồng tôn giáo phi Thiên Chúa giáo lớn nhất. Cộng đồng văn hóa Israel chiếm 0,06% dân số thành phố, các cộng đồng tôn giáo phi Thiên Chúa giáo khác như Phật giáo chiếm 0,06% dân số.
Bên cạnh khoảng 10 nơi cầu nguyện của những người Hồi giáo còn có một nhà thờ Do Thái và một trung tâm Phật giáo cũng như là một nhà thờ Ấn Độ giáo.
Khoảng 17,1% người dân Salzburg không theo đạo giáo và theo thống kê dân số thì không rõ tôn giáo của 6,5% người dân.

## Hoạt động giải trí

### Thể thao

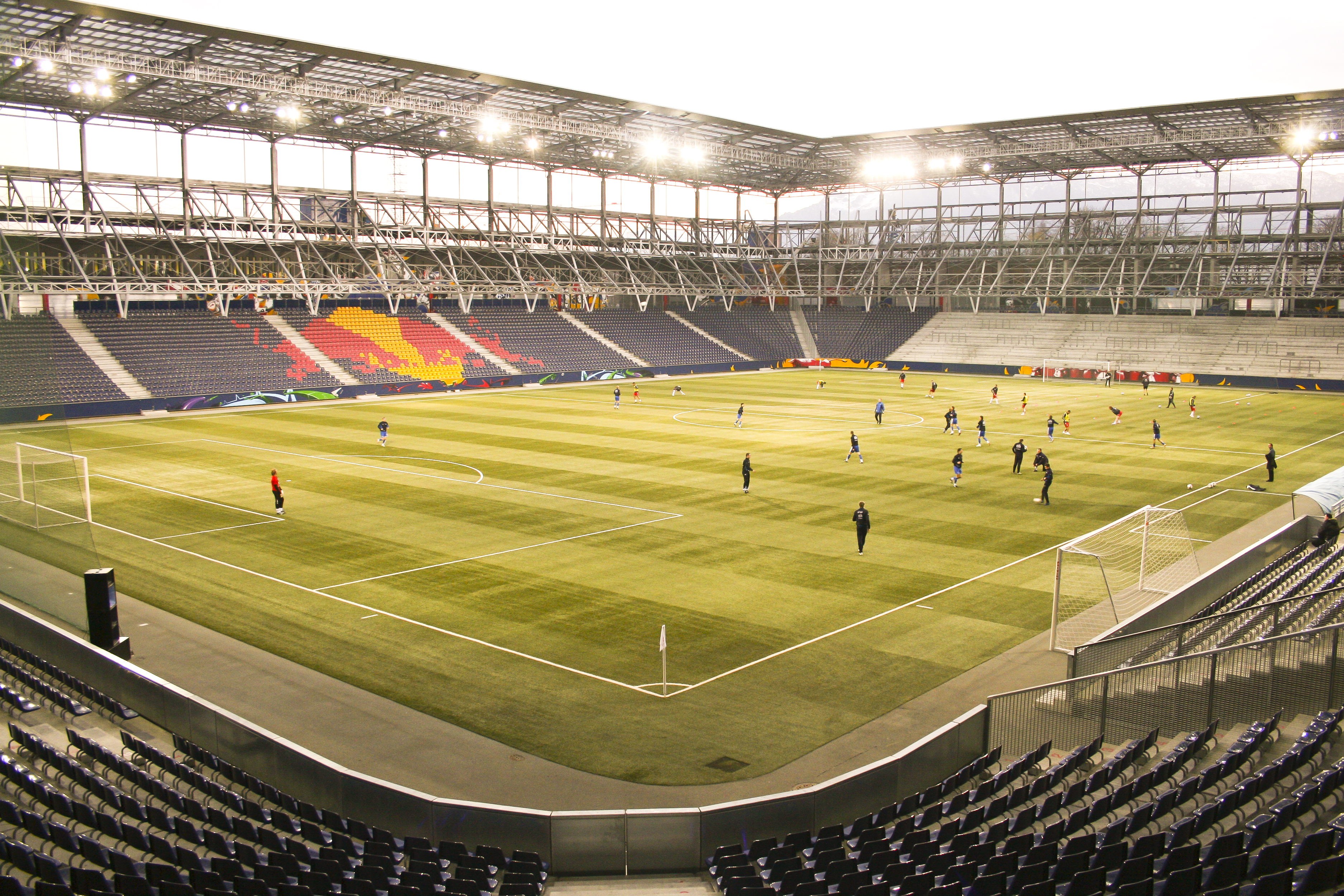
Sân vận động Wals-Siezenheim

Câu lạc bộ chuyên về thể thao lâu đời nhất trong bang Salzburg là Salzburger AK 1914. Tuy vậy Salzburg còn có nhiều hiệp hội thể dục lâu đời hơn: Hội thể dục Salzburg được thành lập năm 1861, Hội thể dục Maxglan năm 1902. Câu lạc bộ bóng đá FC Red Bull Salzburg được thành lập năm 1933 dưới tên SV Austria Salzburg là câu lạc bộ bóng đá có nhiều thành tích nhất của Salzburg. Câu lạc bộ khúc côn cầu trên băng EC Red Bull Salzburg được thành lập năm 1977 dưới tên Salzburger EC hiện đang tái thi đấu trong giải vô địch hạng nhất từ năm 2004; đội nữ khúc côn cầu trên băng đầu tiên của Áo, EC The Ravens Salzburg, đoạt giải vô địch trong mùa 2005/2006. Trong bộ môn American Football còn non trẻ ở Áo, đội Salzburg Bulls đã đoạt giải vô địch năm 1984.
Năm 2003 thành phố Salzburg có thêm một sân vận động bóng đá: Sân vận động Wals-Siezenheim, cũng là nơi tổ chức thi đấu cho Giải vô địch bóng đá châu Âu 2008.
Cho đến nay chỉ có một ít sự kiện thể thao lớn được tổ chức tại Salzburg. Cuộc Chạy việt dã Salzburg (Salzburg-Marathon) được tổ chức lần đầu tiên năm 2005. Giải vô địch thế giới xe đạp trên đường phố được tổ chức tại Salzburg và vùng phụ cận năm 2006. Thành phố cũng đã đăng ký tổ chức Thế vận hội mùa đông 2014 nhưng không được bình chọn.

### Cuộc sống về đêm
Phần lớn các địa điểm vui chơi về đêm đều tập trung trong khu phố cổ, đặc biệt là chung quanh Quảng trường Anton Neumayr và cạnh bến sông Rudolf với nhiều quán bia. Hình thành trong những năm gần đây là City Center (Salzburg) cạnh Nhà ga chính và Airportcenter, nơi có nhiều quán disco, rạp chiếu bóng và bar.

### Đặc sản ẩm thực
- Mozartkugel (Quả cầu Mozart), được gọi nguyên thủy là Kẹo Mazart, do tiệm bánh kẹo Paul Fürst sáng tạo năm 1890 và đặt tên theo Wolfgang Amadeus Mozart, được làm từ bột bánh hạnh nhân và bọc bằng nougat.
- Salzburger Nockerln là món ăn ngọt tráng miệng (ăn nóng) được làm chủ yếu từ lòng đỏ trứng với đường (đánh thành kem) và bánh gnocchi.
- Bosna là một loại thức ăn nhanh tương tự như Hot Dog.
- Kasnockn là một biến cải của mì Spätzle

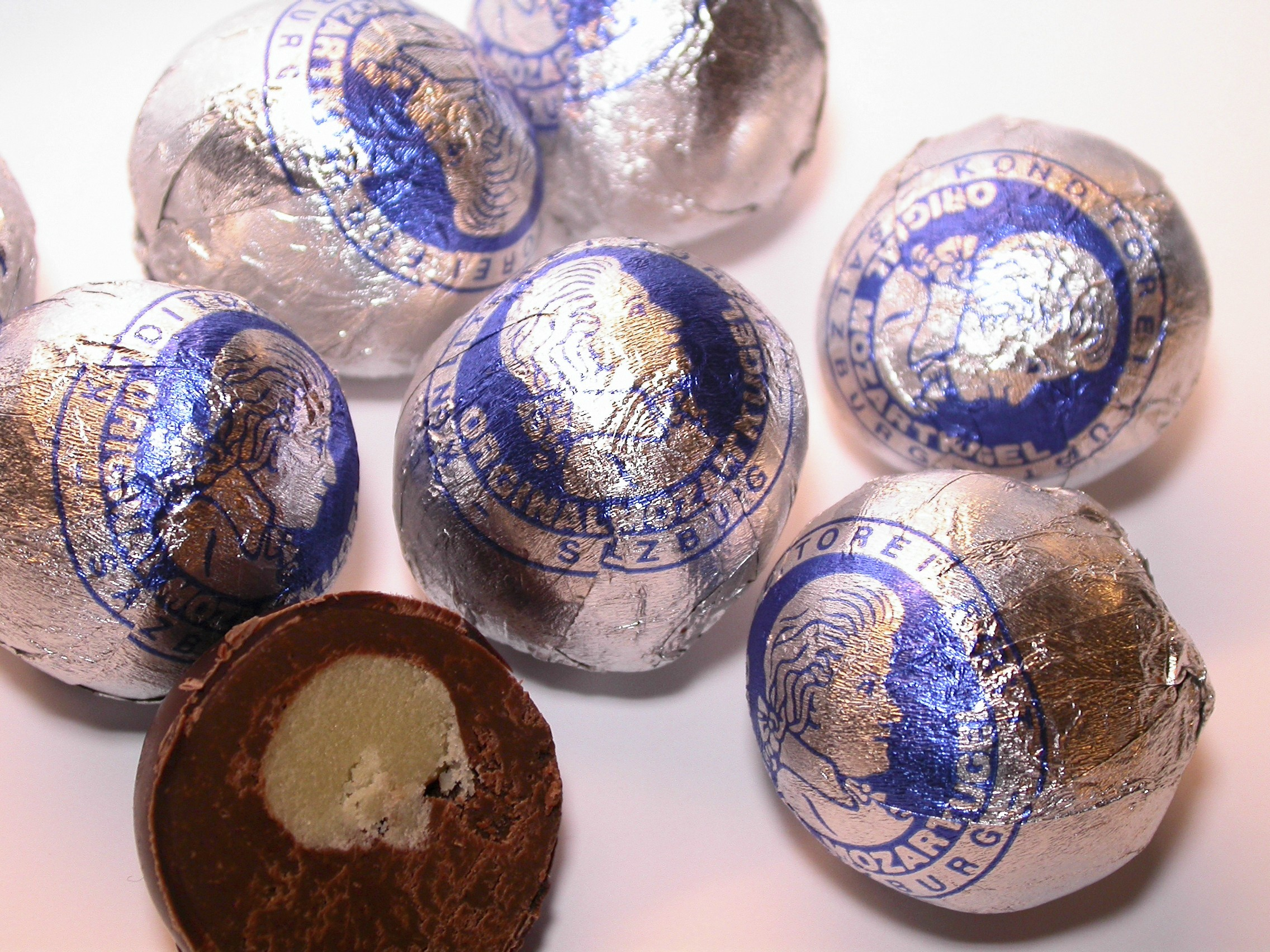
Mozartkugel
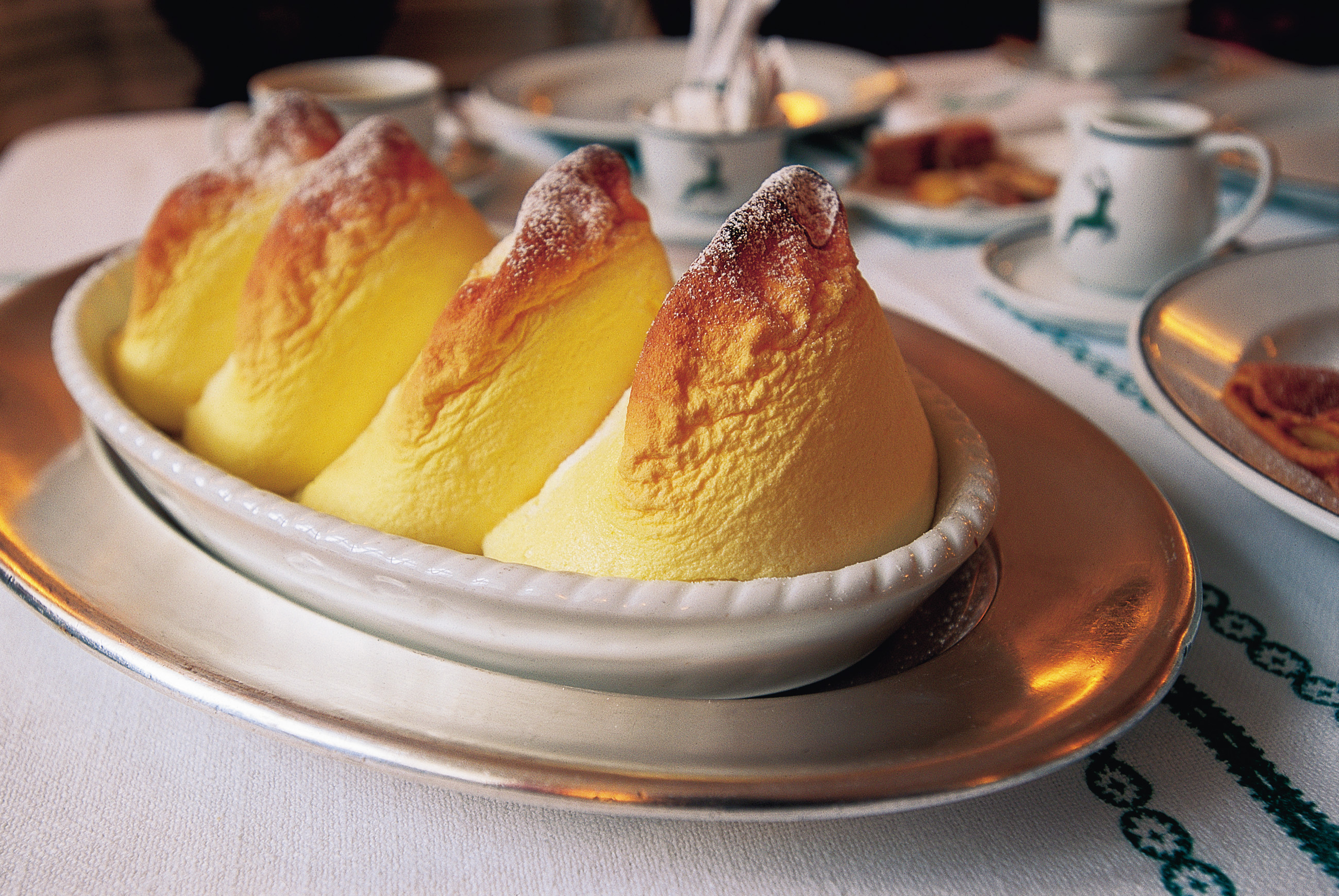
Salzburger Nockerl: vàng với một chút đường
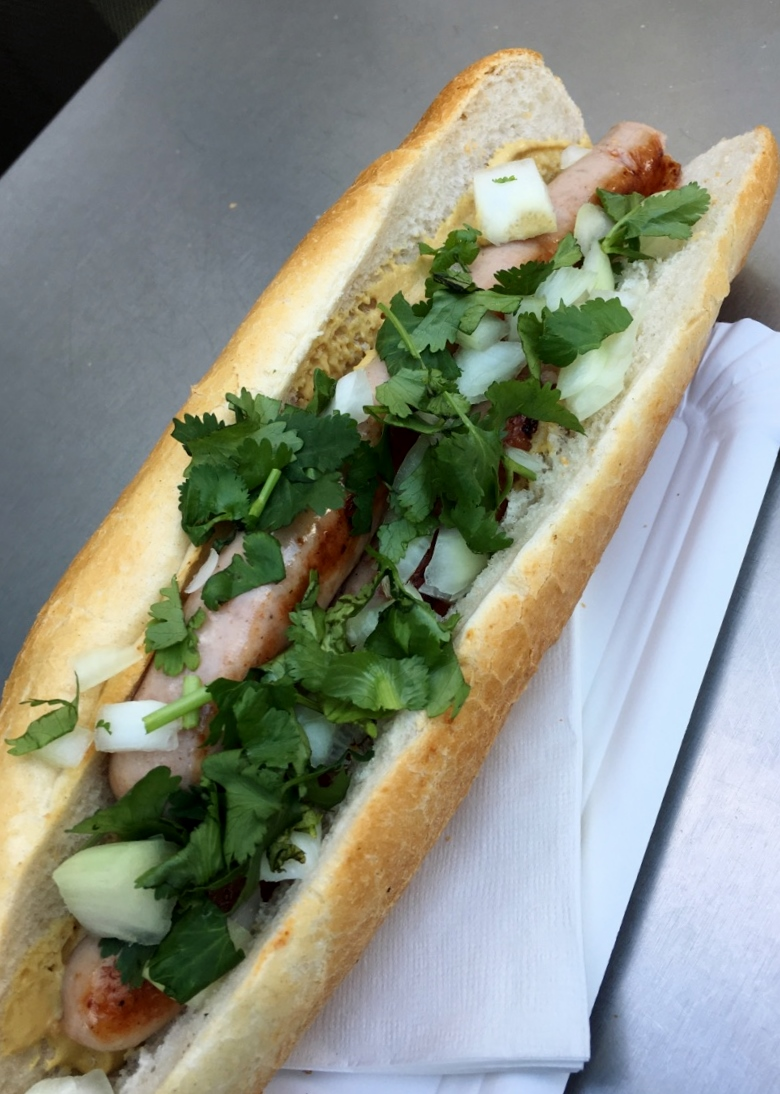
Bosna
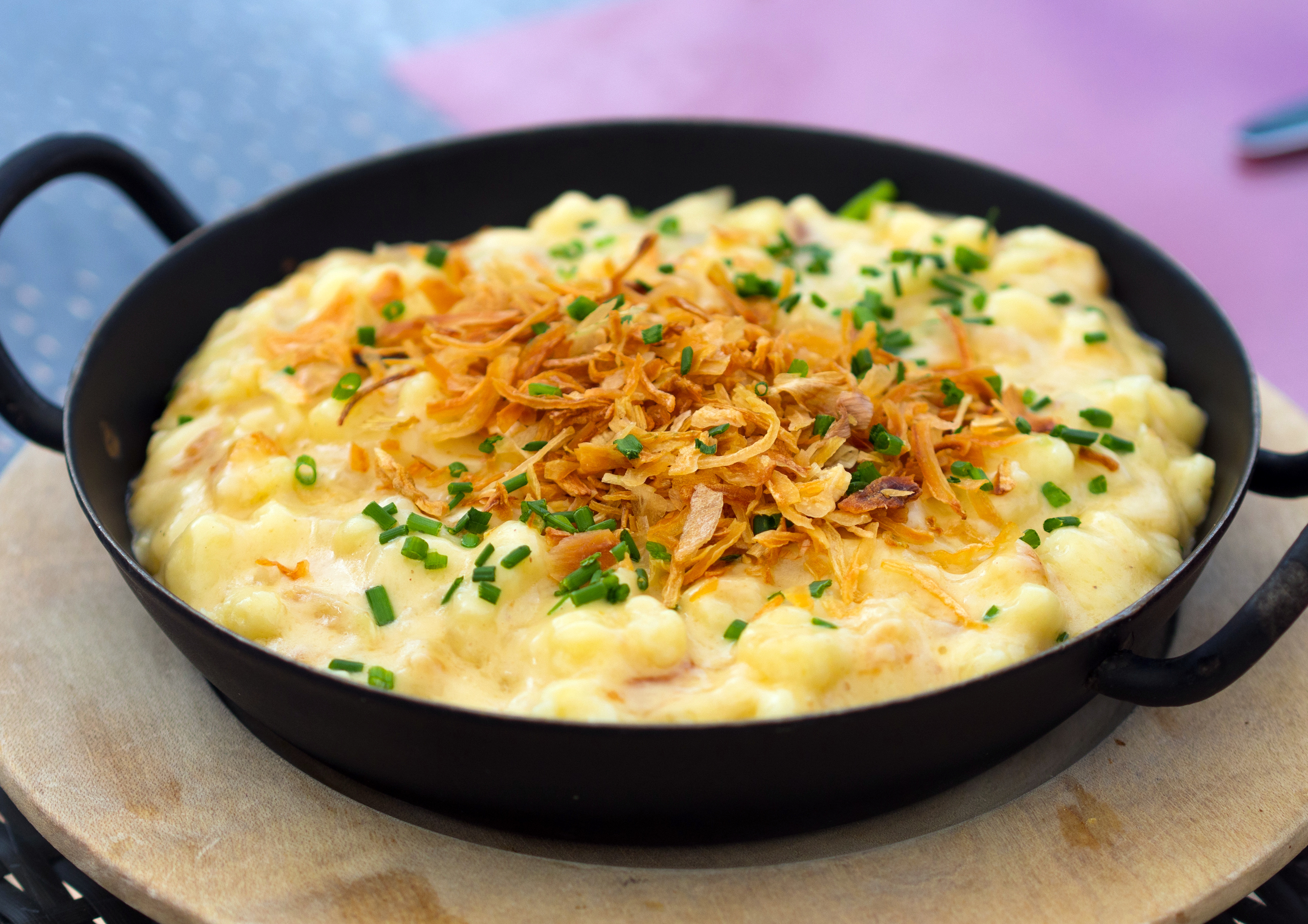
Kasnockn trong chảo

### Sự kiện
- Lễ hội Salzburg là một lễ hội âm nhạc và sân khấu nổi tiếng thu hút du khách vào tháng 7 và tháng 8 hàng năm. Một Lễ hội Phục sinh Salzburg nhỏ hơn được tổ chức vào dịp Lễ Phục sinh hàng năm.
- Giải thưởng đa phương tiện Europrix diễn ra tại Salzburg.
- Lễ hội Electric Love diễn ra ở Salzburg

## Môi trường và sinh thái
Salzburg có 41 di tích tự nhiên và 39 cảnh quang được bảo vệ, đáng nhắc đến là: Đại lộ Hellbrunn đặc biệt là với quần thể cây chung quanh, khu đất Kopfweiden am Almkanal với quần thể cây đặc hữu, các khu rừng tự nhiên được bảo tồn trong khu phố Rainberg, Gaisberg, khu rừng ven sông Itzlinger Au, các đồi núi Kapuzinerberg, Rainberg (Salzburg).

## Cơ sở hạ tầng

### Giao thông

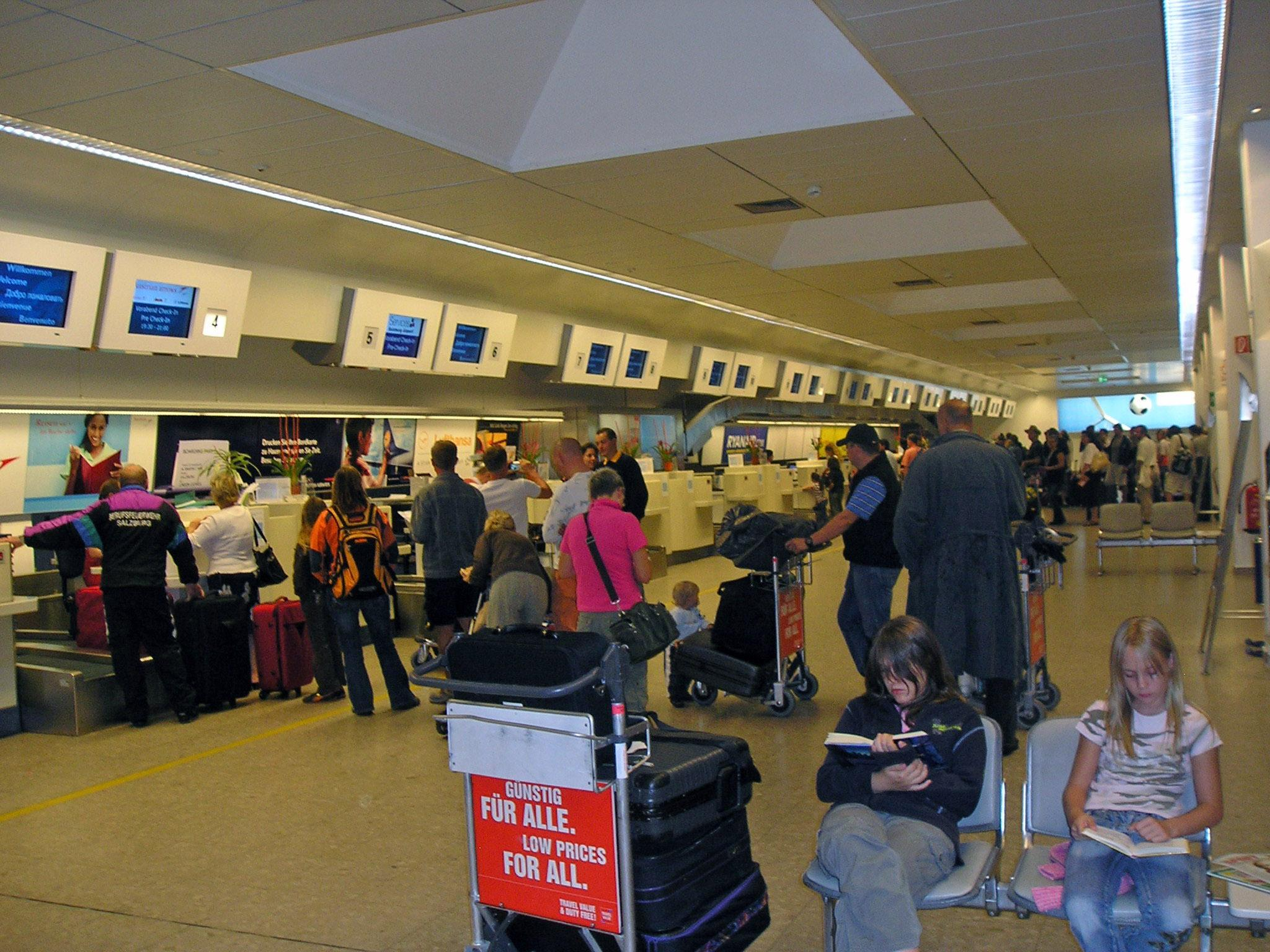
Cảng hàng không Salzburg

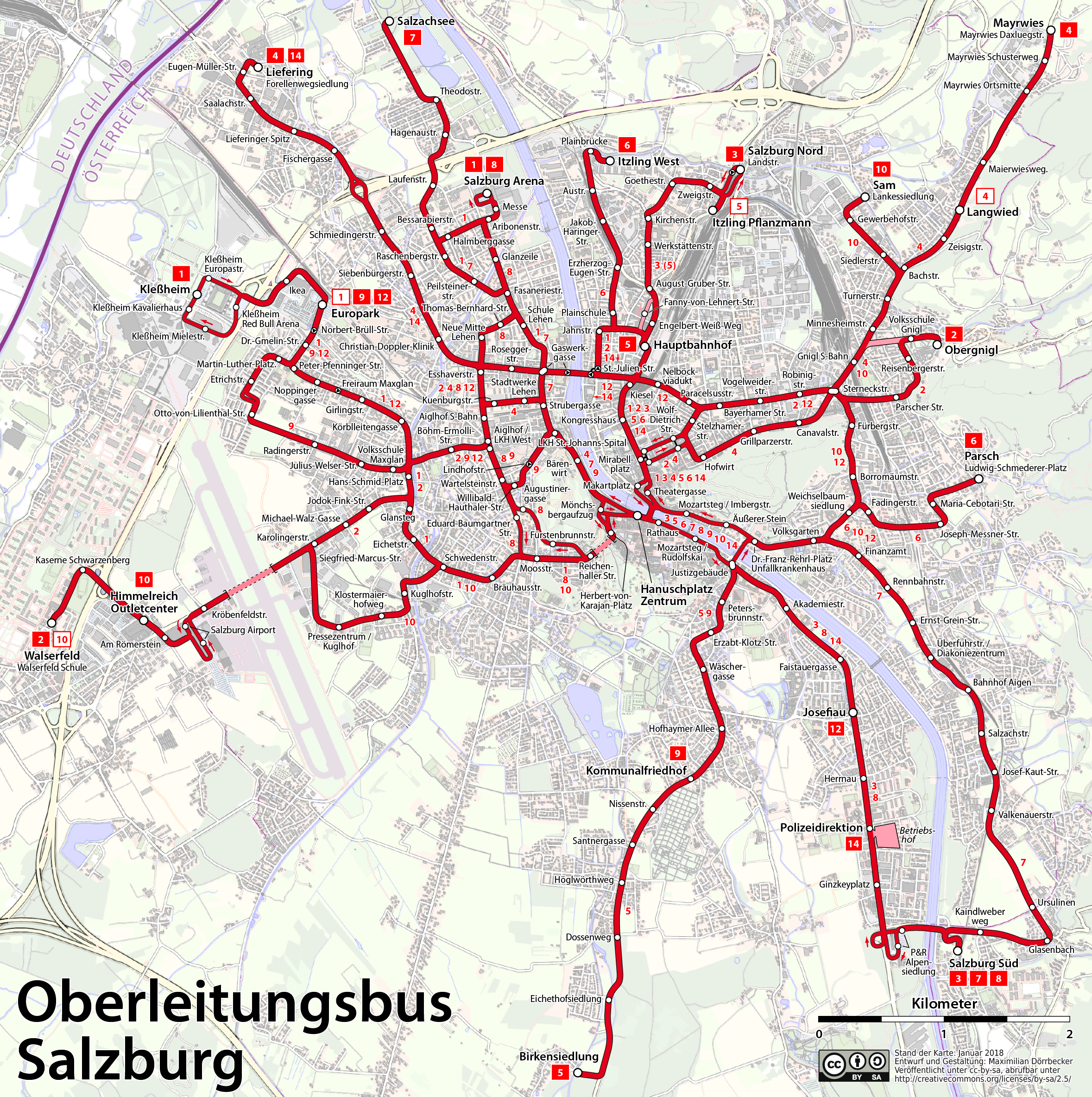
Bản đồ của Hệ thống xe điện ở Salzburg

Cảng hàng không Salzburg (Salzburg Airport W. A. Mozart) của thành phố là cảng hàng không quan trọng thứ nhì của Áo với 1,42 triệu hành khách hằng năm. Số lượng khách tăng nhanh nhờ du lịch mùa đông trong vùng.
Salzburg cũng là một nút giao thông đường sắt quan trọng trong và ngoài nước. Nhà ga chính Salzburg là một trong các nhà ga có lượng khách nhiều nhất Áo. Từ đây có thể đi đến thủ đô liên bang Wien, đi về hướng nam (Villach, Graz, Slovenia, Ý) hay đi đến München (Đức). Ngoài ra nhiều chuyến tàu của Công ty đường sắt Đức (Deutsche Bahn) cũng dừng tại Salzburg như tuyến InterCity Frankfurt-Salzburg và nhiều tuyến khác của Eurocity.
Các tuyến đường cao tốc A1 (Wien-Salzburg), A8 (München-Salzburg) và A10 (Salzburg-Villach) tạo thành một vòng cung quanh thành phố.
Mạng lưới đường sắt của S-Bahn Salzburg là mạng lưới giao thông công cộng chính trong vùng Salzburg, ngày càng phát triển trở thành phương tiện giao thông nội thành. Thêm vào đó là mạng lưới xe buýt địa phương được xây dựng tốt, nối kết thành phố với cái vùng phụ cận
Mạng lưới xe buýt nội thành do công ty StadtBus Salzburg vận hành là một trong các mạng lưới xe buýt lớn nhất châu Âu. Bổ sung vào mạng lưới xe buýt là các tuyến buýt của công ty Albus Salzburg. Mạng lưới được xây dựng chủ yếu theo hình sao, vì thế mà vẫn còn thiếu một vài tuyến kết nối ngang nhưng hiện nay vẫn được liên tục mở rộng.
Tất cả các phương tiện giao thông công cộng nội thành được kết hợp trong Hiệp hội Giao thông Salzburg (Salzburger Verkehrsbund), có cùng chung một giá và được phối hợp với nhau.
Ở rìa thành phố là các khu vực Park and Ride dành cho du khách đến Salzburg bằng ô tô. Từ đấy có thể dễ dàng đi vào trung tâm thành phố bằng các phương tiện giao thông công cộng.
Xe đạp đóng một vai trò quan trọng trong Salzburg. Tỷ lệ xe đạp chiếm hơn 20% trong giao thông. Từ năm 1991 hệ thống hành chính của thành phố có riêng một ban chuyên về điều phối giao thông xe đạp. Hệ thống mướn xe đạp của Citybike Salzburg hiện đang được xây dựng và mở rộng, tạo khả năng đi lại một cách rẻ tiền trong thành phố nhờ vào hệ thống đường dành riêng cho xe đạp tương đối tốt. Sau khi đăng ký qua Internet hay trực tiếp tại các terminal có thể mướn xe đạp bằng thẻ tín dụng Maestro. Không phải trả tiền cho giờ đầu tiên.

### Điện, nước và nước thải
Công ty cổ phần Salzburg (Salzburg AG) chịu trách nhiệm cung cấp điện và nước cho thành phố Salzburg. Công ty Salzburg dùng chủ yếu là từ nguồn nước ngầm, cung cấp hằng năm khoảng 12 tỉ lít nước sạch cho thành phố.
Nước thải được xử lý từ năm 1987 bởi nhà máy Siggerwisen được thiết kế có công suất đủ xử lý cho 600.000 người và ngoài vùng Salzburg còn xử lý nước thải của thị trấn Ainring thuộc Đức.

## Đào tạo và nghiên cứu

### Đại học

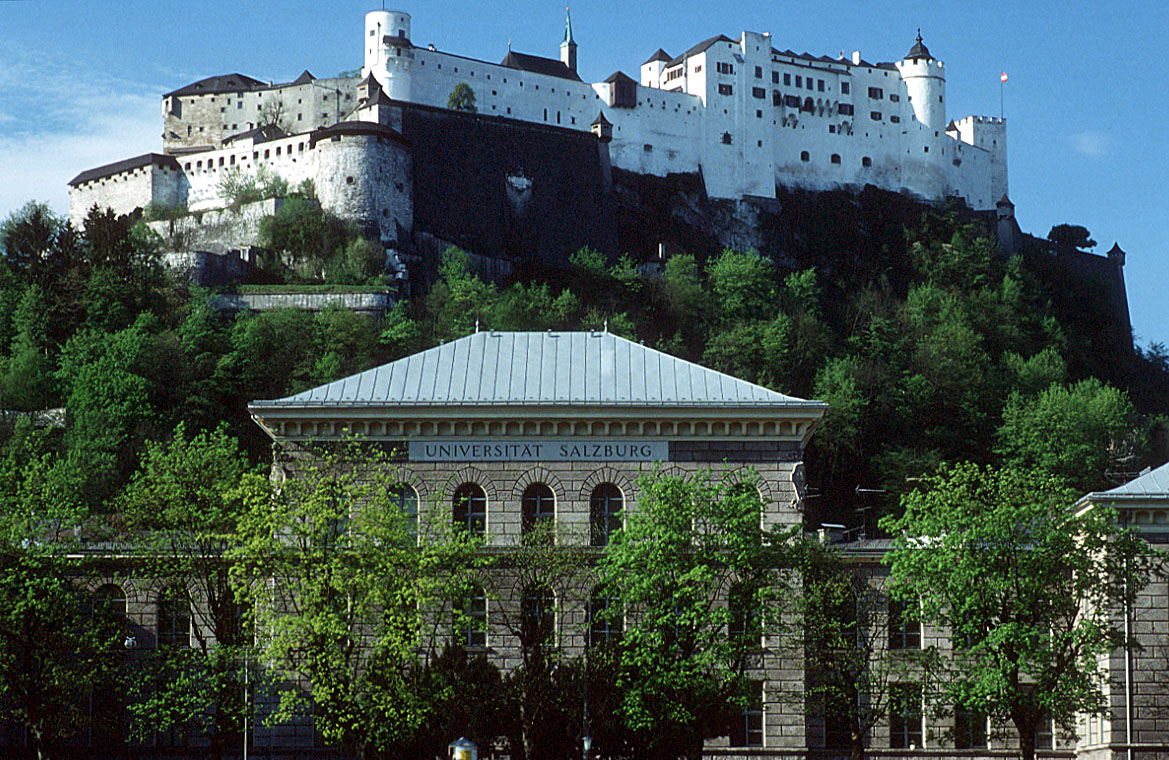
Tòa nhà của phân khoa Khoa học xã hội, phía trên là Pháo đài Hoehensalzburg

Salzburg có 5 trường đại học, lâu đời nhất là trường Đại học Paris Lodron Salzburg (Paris-Lodron-Universität Salzburg) được thành lập năm 1622. Trường có 4 khoa: Thần học (công giáo), Luật, Khoa học Xã hội - Văn hóa và Khoa học tự nhiên.
Trường âm nhạc Mozarteum được thành lập năm 1841 và từ 1970 là trường Đại học, chủ yếu là các khoa về hòa nhạc nhưng bên cạnh đó cũng có các khoa khác như kịch và đạo diễn.
Trường Đại học Y tư nhân Paracelsus (Paracelsus Medizinische Privatuniversität) được thành lập năm 2003 là trường đại học tư nhân. Tuy vậy 1/3 vốn thành lập là từ phía nhà nước.
Đại học Thực hành Salzburg (Fachhochschule Salzburg) được thành lập năm 1995 có các khoa về kỹ thuật, kinh tế, thiết kế tạo mẫu cũng như nhiều khoa trong lãnh vực y tế và xã hội.
Salzburg Management Business School được thành lập năm 2001 chuyên đào tạo về kinh tế (bằng master).

### Học viện
- Học viện Sư phạm của liên bang tại Salzburg
- Học viện quốc tế mùa hè về nghệ thuật tạo hình tại Salzburg
- Học viện Sư phạm-Tôn giáo của địa hạt tổng Giám mục Salzburg
- Học viện dinh dưỡng Salzburg
- Học viện thiết kế quảng cáo Salzburg
- Học viện nghiên cứu về Mozart
- Học viện hộ sinh
- Học viện về kỹ thuật y khoa
- Học viện về kỹ thuật phóng xạ
- Học viện về điều trị tâm lý
- Học viện truyền thông đại chúng Áo về đào tạo nhà báo

### Viện nghiên cứu
- Viện nghiên cứu Sư phạm Liên bang
- Viện nghiên cứu Tôn giáo-Sư phạm của Đại hạt tổng giám nục Salzburg
- Viện nghiên cứu đa ngành về du lịch
- Viện nghiên cứu châu Phi-châu Á Salzburg
- Salzburg Research
- Salzburg Seminar
- Viện nghiên cứu tim châu Âu

## Kinh tế
Thành phố Salzburg và vùng Flachgau phụ cận là một nơi đầu tư có nhiều thu hút cho các doanh nghiệp lớn hay nhỏ và là đầu tàu kinh tế cho cả tiểu bang. Tăng trưởng kinh tế liên tục của Salzburg đứng thứ nhì, chỉ sau thủ đô Wien. Các doanh nghiệp của thành phố (60%) và của vùng Flachgau (30%) chiếm tổng cộng 90% doanh số của toàn tiểu bang trong năm 2005.

### Doanh nghiệp lớn
- Porsche Holding, (doanh số 7,9 tỉ)
- Spar (3,9 tỉ)
- Công ty cổ phần Salzburg (0,6 tỉ)
- Công ty cổ phần Bảo hiểm Wüstenrot (0,5 tỉ)
- Công ty TNHH BMW Austria (0,5 tỉ)
- Công ty cổ phần Georg Pappas Automobil (0,4 tỉ)
- Công ty TNHH Ford Motor Company (Austria) (0,36 tỉ)
- Porsche Kontruktionen GmbH & Co KG (0,325)

Theo số liệu của Tổng cục Thống kê Áo (Statistik Austria), vào ngày 15 tháng 5 năm 2001 thành phố có 10.210 cơ sở với tổng cộng 100.055 lao động. Chủ lao động tư nhân lớn nhất lớn nhất là Spar (Áo) với 16.000 nhân viên (tính riêng cho tiểu bang với các doanh nghiệp có trụ sở chính trong thành phố Salzburg). Sau đấy là Công ty TNHH Porsche Holding với 14.670 nhân viên.

### Truyền thông đại chúng
Studio tiểu bang của đài truyền hình quốc gia Áo ORF nằm trong khu phố Nonntal và cũng là nơi sản xuất chương trình cho Radio Salzburg. Đài truyền hình tư nhân Salzburg TV phát song từ năm 1995.
Báo chí:
- Salzburger Nachrichten (nhật báo)
- Kronenzeitung (nhật báo)
- Salzburger Volkszeitung (nhật báo)
- Salzburg Fenster (tuần báo)
- Satdtblatt Salzburg

Đài phát thanh:
- Echo
- Welle 1
- Antenne Salzburg
- Radio Arabella Salzburg
- Radiofabirk

## Văn hóa đại chúng
Vào những năm 1960, bộ phim  Giai điệu hạnh phúc "đã sử dụng một số địa điểm trong và xung quanh Salzburg và bang Salzburg. Bộ phim dựa trên câu chuyện có thật về Maria von Trapp, người sống trong một gia đình quý tộc và chạy trốn khỏi Anschluss của Đức Quốc xã. Thị trấn thu hút nhiều du khách muốn đến thăm các địa điểm quay phim.
Thành phố xuất hiện ngắn gọn trên bản đồ khi Indiana Jones đi qua thành phố trong phim  Indiana Jones và cuộc Thập tự chinh cuối cùng .
Salzburg là bối cảnh cho loạt phim tội phạm của Áo  Stockinger .
Trong bộ phim  Knight & Day  năm 2010, Salzburg đóng vai trò là bối cảnh cho phần lớn bộ phim.
Cuốn tiểu thuyết 'A Rock' n 'Roll Lovestyle' năm 2017 của Kiltie Jackson lấy bối cảnh chủ yếu ở Salzburg và các khu vực lân cận.

## Nhân vật nổi tiếng

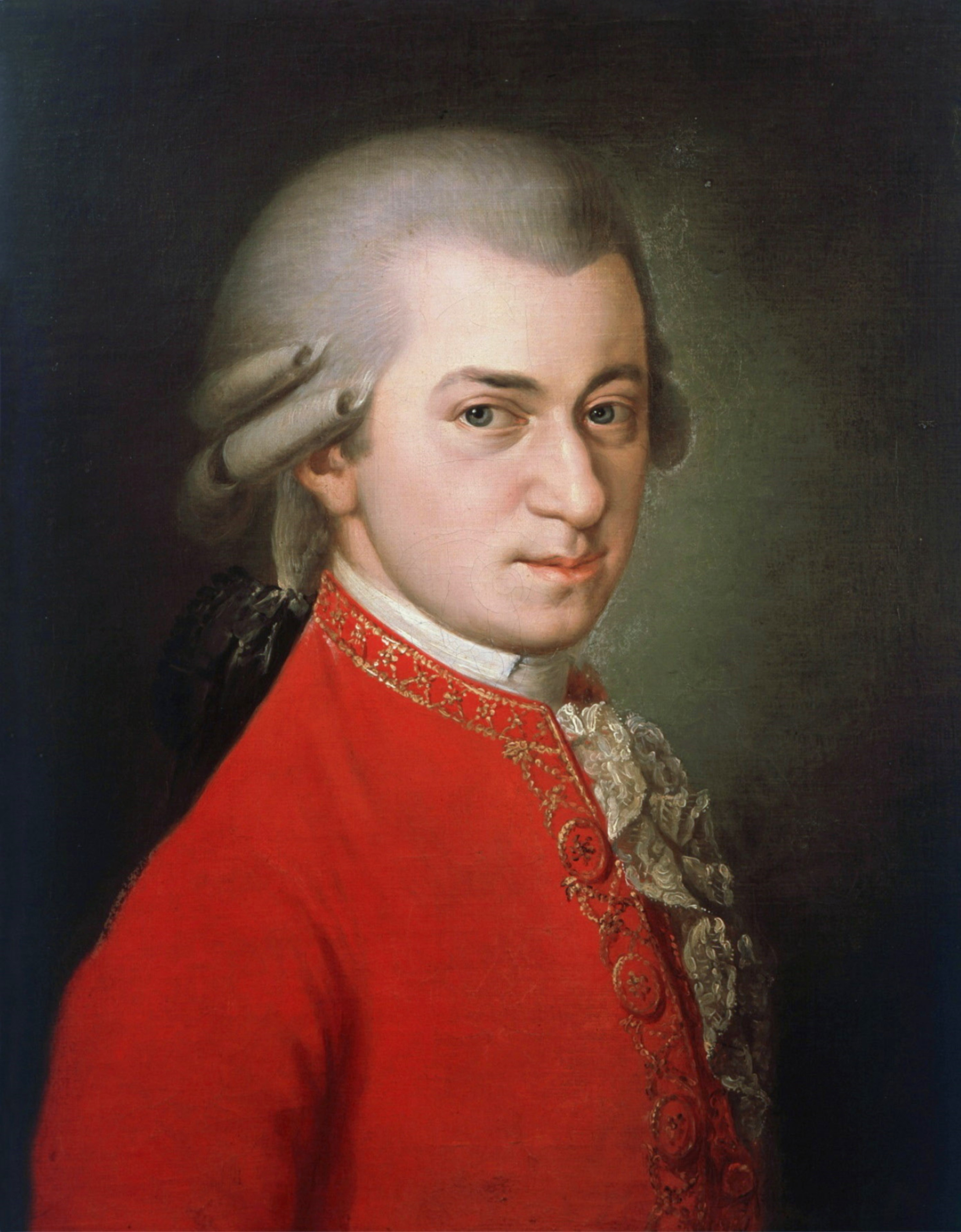
Mozart sinh ra ở Salzburg

- Thánh Liutberga (chết khoảng năm 870).
- Karl Aberle, bác sĩ, ông là bác sĩ riêng của Hoàng hậu Đức Karolina Augusta từ năm 1872.
- Gerd Bacher, nhà báo, với nhiều năm là Tổng Giám đốc của Tập đoàn Phát thanh Truyền hình Áo (ORF).
- Muriel Baumeister, nữ diễn viên. Cô sinh ra ở Salzburg, Áo.
- Virgil von Helmreichen zu Brunnfeld, nhà nghiên cứu và khám phá. Ông được nhiều người biết đến khi băng qua lục địa Nam Mỹ từ Rio de Janeiro đến Asunción và ngược lại; Mục đích của chuyến đi này là để tạo ra một hồ sơ địa chất cua Nam Mỹ.
- Christian Doppler, nhà toán học và vật lý học. Ông chuyên gia về lý thuyết âm học, sinh ra ở Salzburg. Ông được biết đến nhiều nhất nhờ phát hiện ra hiệu ứng Doppler.
- Nhà văn Stefan Zweig, sống ở Salzburg khoảng 15 năm, cho đến năm 1934.
- Maria von Trapp (sau này là Maria Trapp) và gia đình của cô sống ở Salzburg cho đến khi họ chạy sang Hoa Kỳ sau khi Quốc xã tiếp quản.
- Nhà văn Thomas Bernhard, lớn lên ở Salzburg và dành một phần cuộc đời ở đó.
- Benita Ferrero-Waldner, nữ chính trị gia. Bà từng là Bộ trưởng Ngoại giao Áo nhiệm kì 2000-2004 và là ứng cử viên của Đảng Nhân dân Áo trong cuộc bầu cử tổng thống Áo năm 2004 và đã thua sít sao với 47,6% số phiếu bầu.
- Cornelia Fischer, nữ họa sĩ (1954-1977)
- Karl-Markus Gauß, nhà văn
- Gerrit Glomser, tay đua xe đạp chuyên nghiệp. Anh ấy đã giành được Giải vô địch Đường đua Quốc gia Áo năm 2005.
- Gerald Herrmann, nghệ nhân tạo hình
- Wilhelm Holzbauer, kiến trúc sư
- Oswald Huber, nhà tâm lý học và vẽ tranh biếm họa
- Andreas Ibertsberger, cầu thủ bóng đá đội tuyển quốc gia
- Herbert von Karajan, nhạc trưởng nổi tiếng. Ông sinh ra ở Salzburg và mất năm 1989 tại Anif.
- Wolfgang von Karajan, nhà soạn nhạc
- Angelika Kirchschlager, nữ ca sĩ opera
- Robert Kleindienst, nhà văn
- Harald Krassnitzer, diễn viên
- Genia Kühmeier, nữ ca sĩ opera
- Sanel Kuljic, cầu thủ bóng đá đội tuyển quốc gia
- Eduard Mainoni, chính trị gia
- Hans Makart, họa sĩ, nghệ nhân trang trí người Áo thế kỷ 19 và là danh nhân quốc gia. Makartplatz (Quảng trường Makart) được đặt tên để vinh danh ông. Salzburg là nơi sinh của ông.
- Franz Mazura, ca sĩ opera
- Joseph Mohr, linh mục, nhà thơ. Ông sinh ra ở Salzburg. Cùng với Franz Gruber, ông đã sáng tác và viết lời cho "Đêm thánh vô cùng". Là một linh mục ở Oberndorf lân cận, ông đã biểu diễn bài hát lần đầu tiên vào đêm Giáng sinh năm 1818.[29]
- Wolfgang Amadeus Mozart, nhà soạn nhạc. Ông sinh ra và lớn lên ở Salzburg khi nó là một phần của Lãnh địa của Vương công-Tổng giám mục Salzburg trong Đế chế La Mã Thần thánh, được tuyển dụng làm nhạc sĩ tại tòa tổng giám mục từ năm 1773 đến năm 1781. Nhà sinh và nơi ở của ông là những điểm thu hút khách du lịch. Gia đình của ông được chôn cất trong một nghĩa địa nhà thờ nhỏ trong khu phố cổ, và có rất nhiều tượng đài "Wolferl" trong thành phố.
- Nhà soạn nhạc Johann Michael Haydn, anh trai của nhà soạn nhạc Joseph Haydn. Các tác phẩm của ông được Mozart và Schubert ngưỡng mộ. Ông cũng là thầy của Carl Maria von Weber và Anton Diabelli và được biết đến với âm nhạc thiêng liêng của mình.
- Walter Müller (nhà văn), nhà văn
- Vua Otto của Vương quốc Hy Lạp. Ông được sinh ra là Hoàng tử Otto Friedrich Ludwig của Bayern tại Cung điện Mirabell, vài ngày trước khi thành phố chuyển từ sự cai trị của Bayern sang Áo.
- Roland Ratzenberger, tay đua Công thức 1, sinh ra ở Salzburg. Anh ấy đã chết trong khi luyện tập cho giải Grand Prix San Marino năm 1994.
- Joseph Leutgeb, bậc thầy về kèn co của Pháp, là một phần của tòa tổng giám mục.
- Lois Renner, nghệ nhân tạo hình
- Joseph Russegger, nhà địa chất học
- Erich Wolfgang Skwara, nhà văn và nhà nghiên cứu văn học
- Andrea Spatzek, nữ diễn viên
- Josef Thorak, điêu khắc gia Quốc xã
- Georg Trakl, thi sĩ, tác giả, một trong những tiếng nói quan trọng nhất của nền văn học Đức sinh ra ở Salzburg.
- Ignatius Trauner, nhà truyền đạo Dòng thánh Biển Đức, tác giả
- Johannes Voggenhuber, chính trị gia
- Andreas Wimberger, diễn viên
- Paracelsus, bác sĩ, nhà giả kim và nhà chiêm tinh người Thụy Sĩ thời Phục hưng Đức, qua đời ở Salzburg.
- Klaus Ager, nhà soạn nhạc đương đại nổi tiếng và là giáo sư tại Mozarteum, sinh ra ở Salzburg vào ngày 10 tháng 5 năm 1946.
- Alex Jesaulenko, cựu cầu thủ bóng bầu dục Úc cho Carlton và thành viên Hội trường Danh vọng bóng bầu dục Úc với danh hiệu "Huyền thoại", sinh tại Salzburg vào ngày 2 tháng 8 năm 1945.
- Theodor Herzl, làm việc trong các tòa án ở Salzburg trong năm sau khi ông lấy bằng luật năm 1884.[30]
- Vận động viên nhảy dù và nhảy dù mạo hiểm Felix Baumgartner, người đã lập ba kỷ lục thế giới trong dự án Red Bull Stratos vào ngày 14 tháng 10 năm 2012.
- Hilda Crozzoli, nữ kiến trúc sư và kỹ sư xây dựng đầu tiên của Áo.

## Thư viện

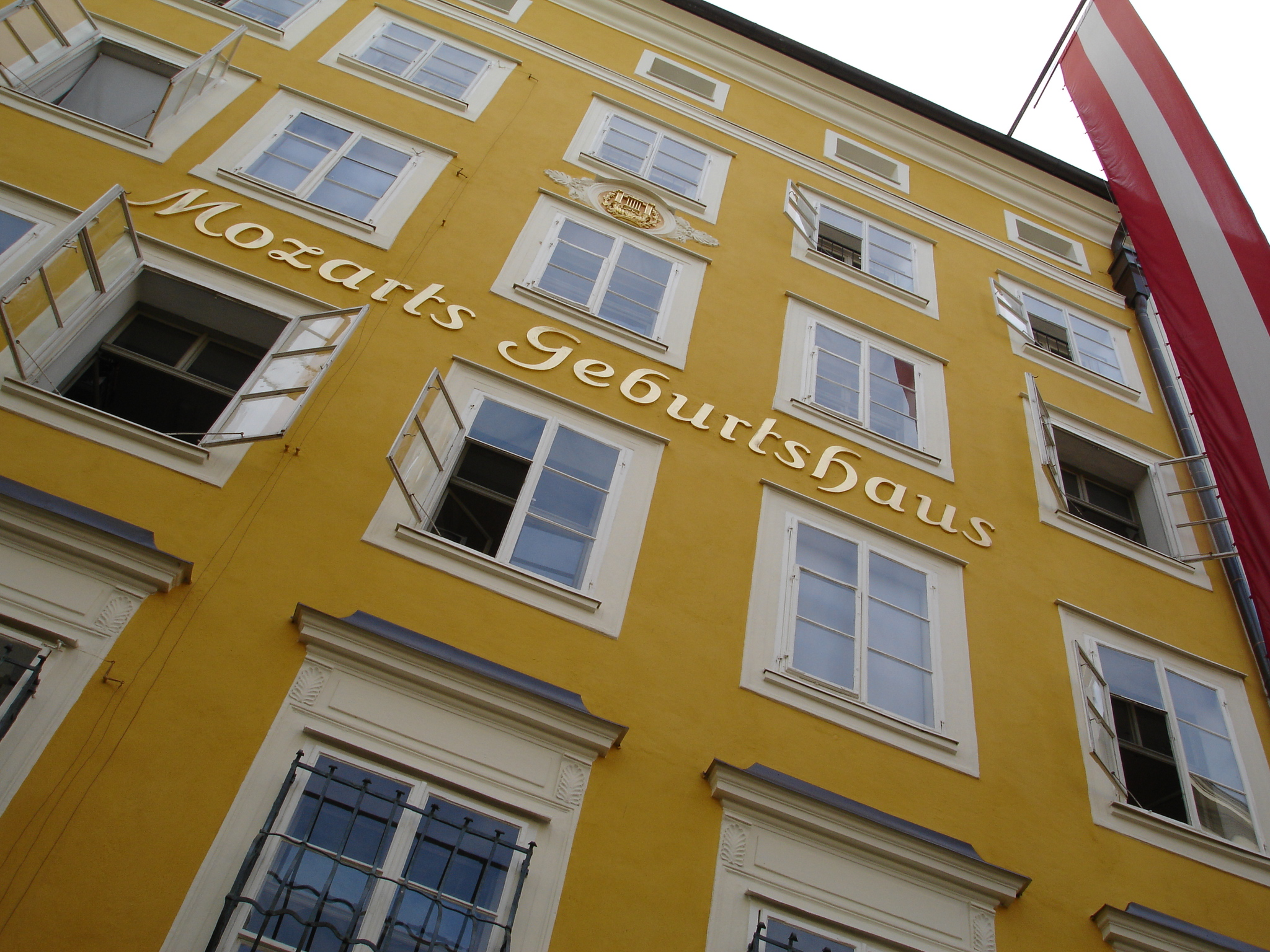
Nơi sinh của Mozart tại Getreidegasse 9
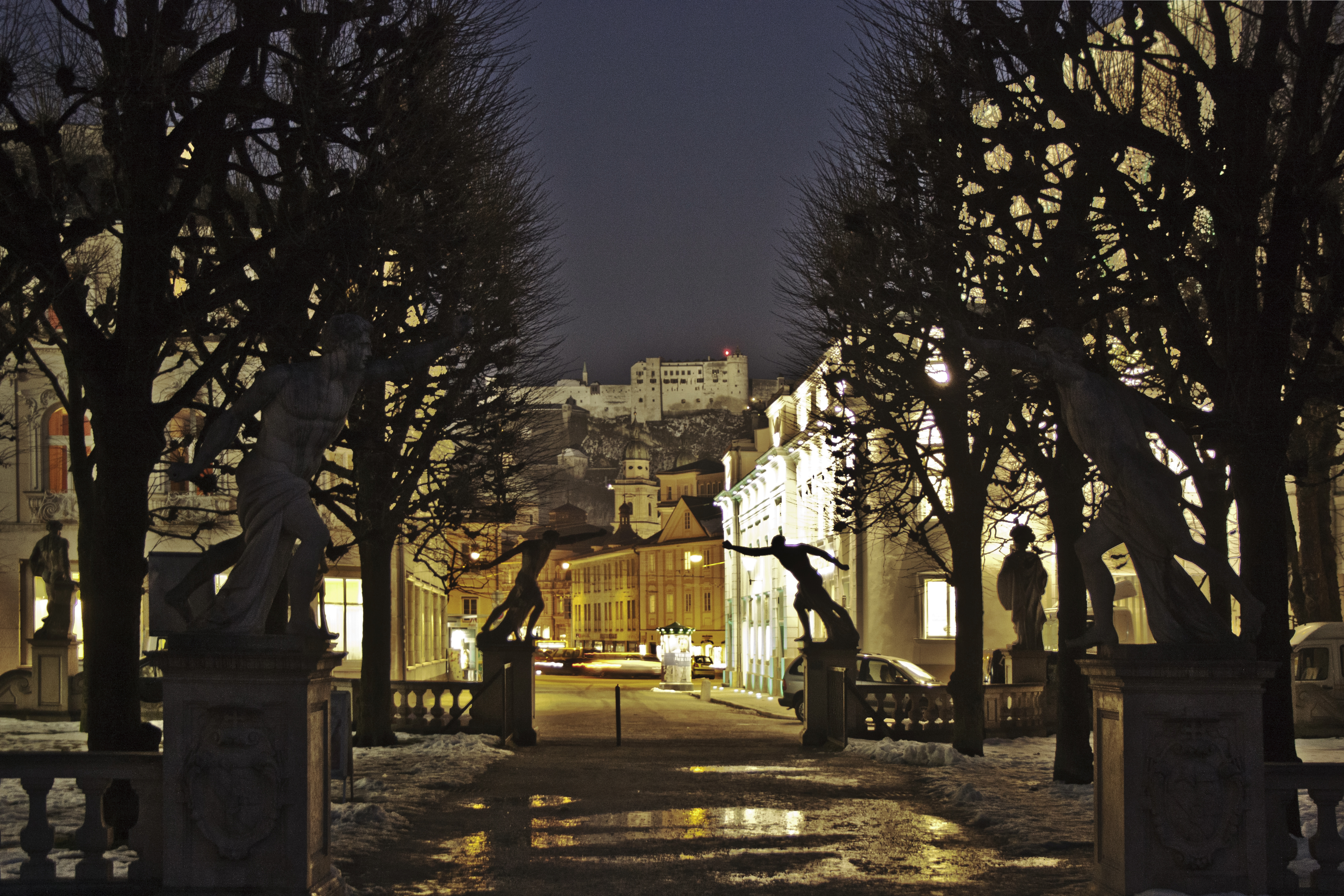
Quang cảnh từ Mirabellgarten vào ban đêm
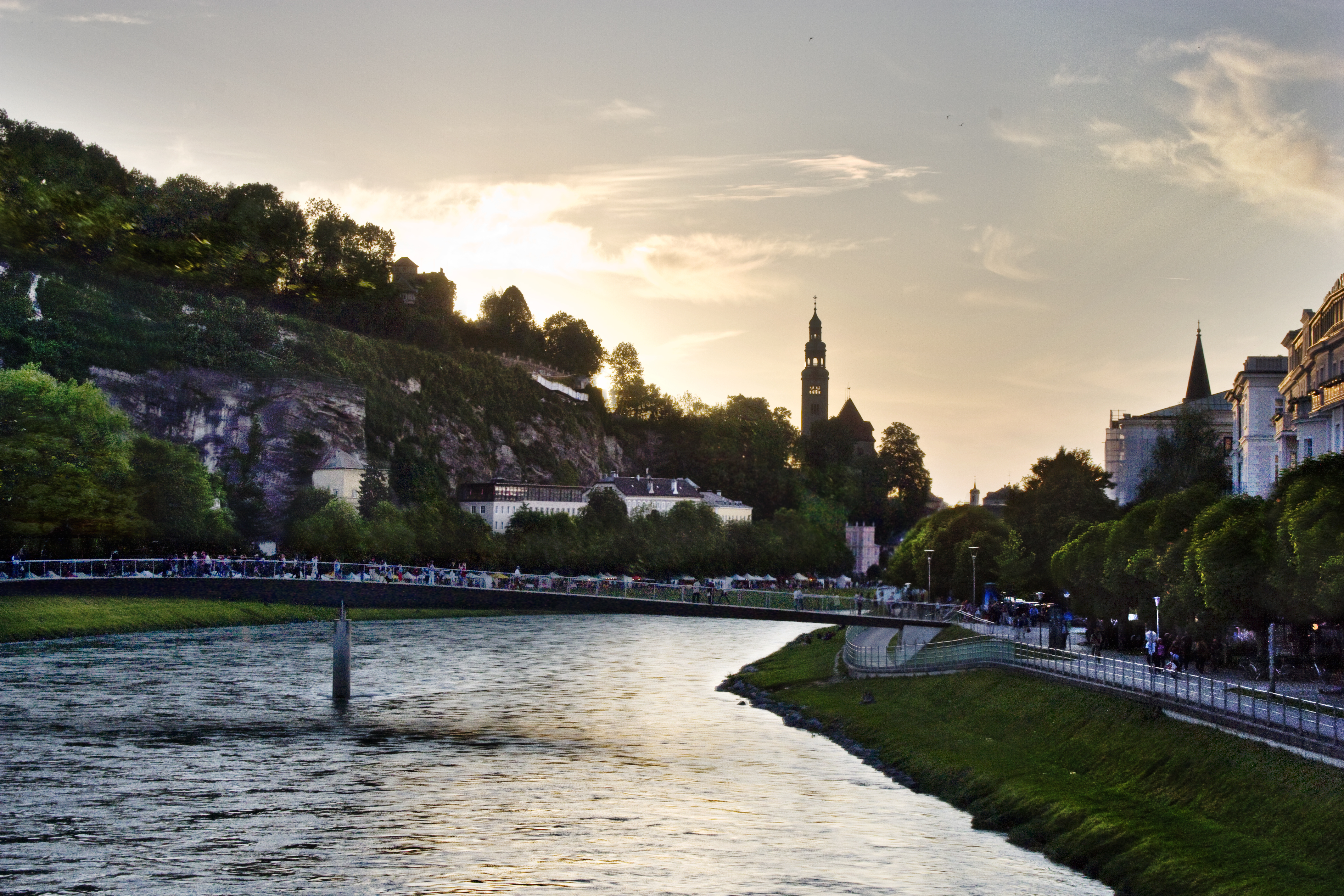
Hoàng hôn ở Staatsbrücke
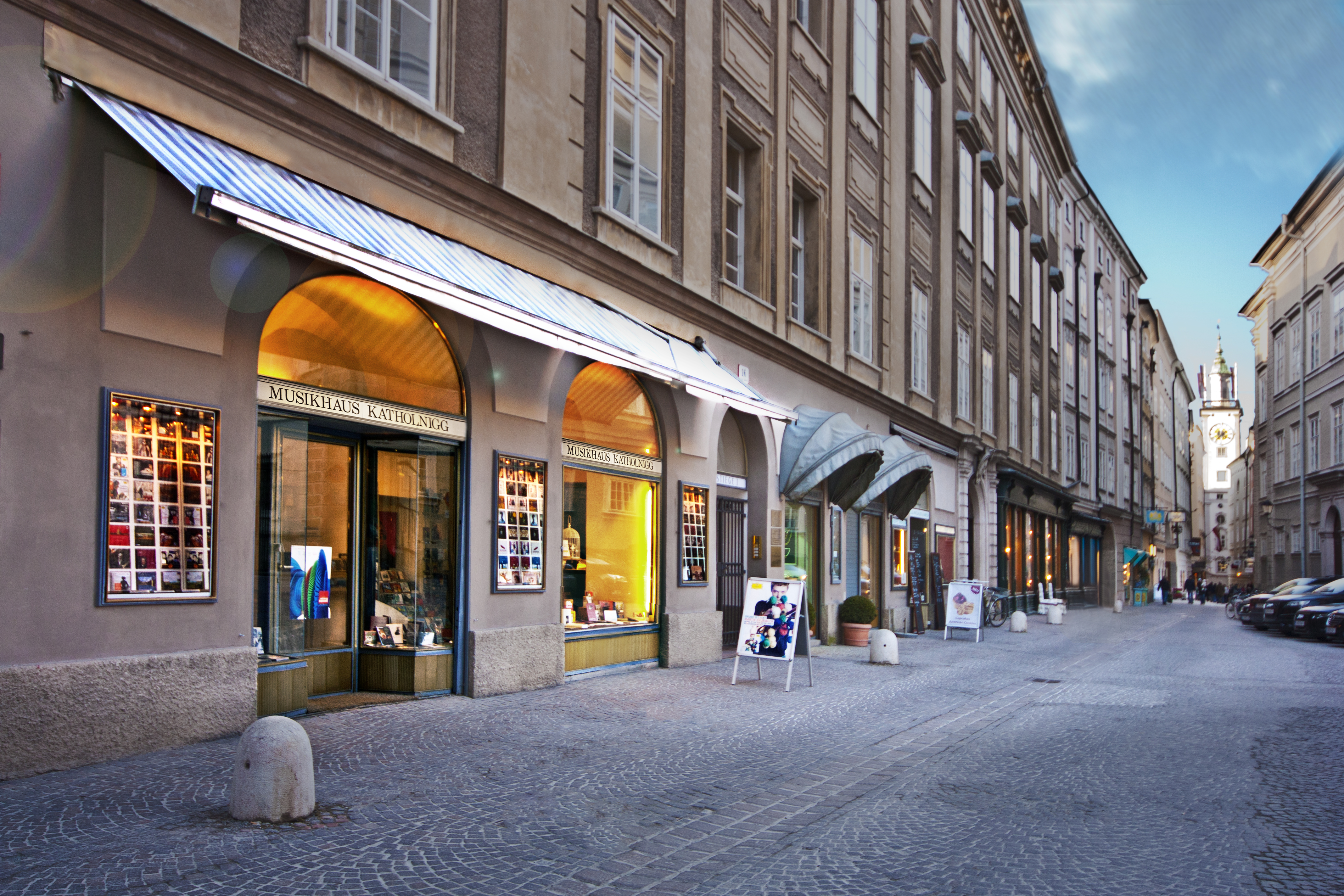
Sigmund Haffner Gasse – Rathaus
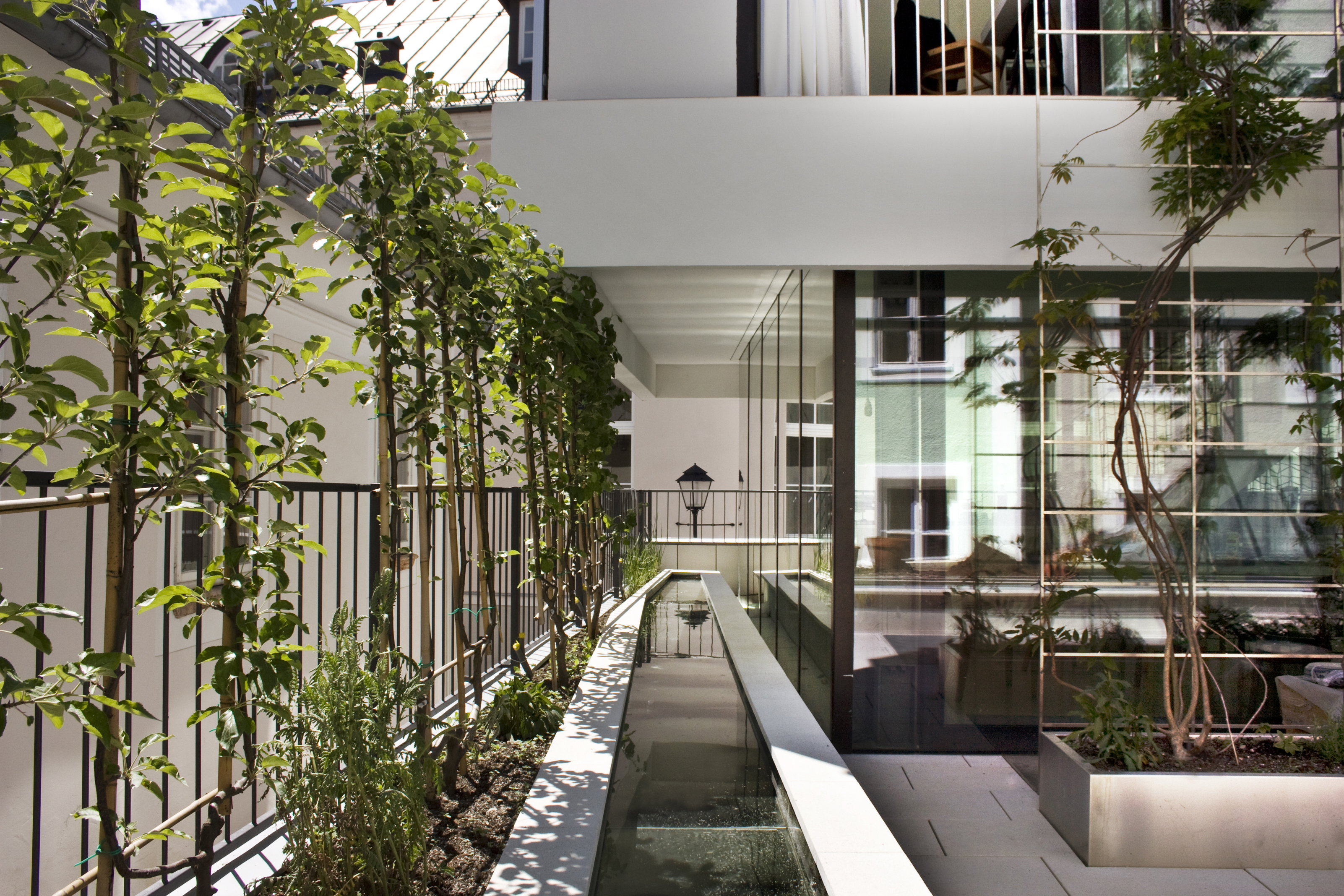
Nhà ở và studio Lechner trong khu phố cổ
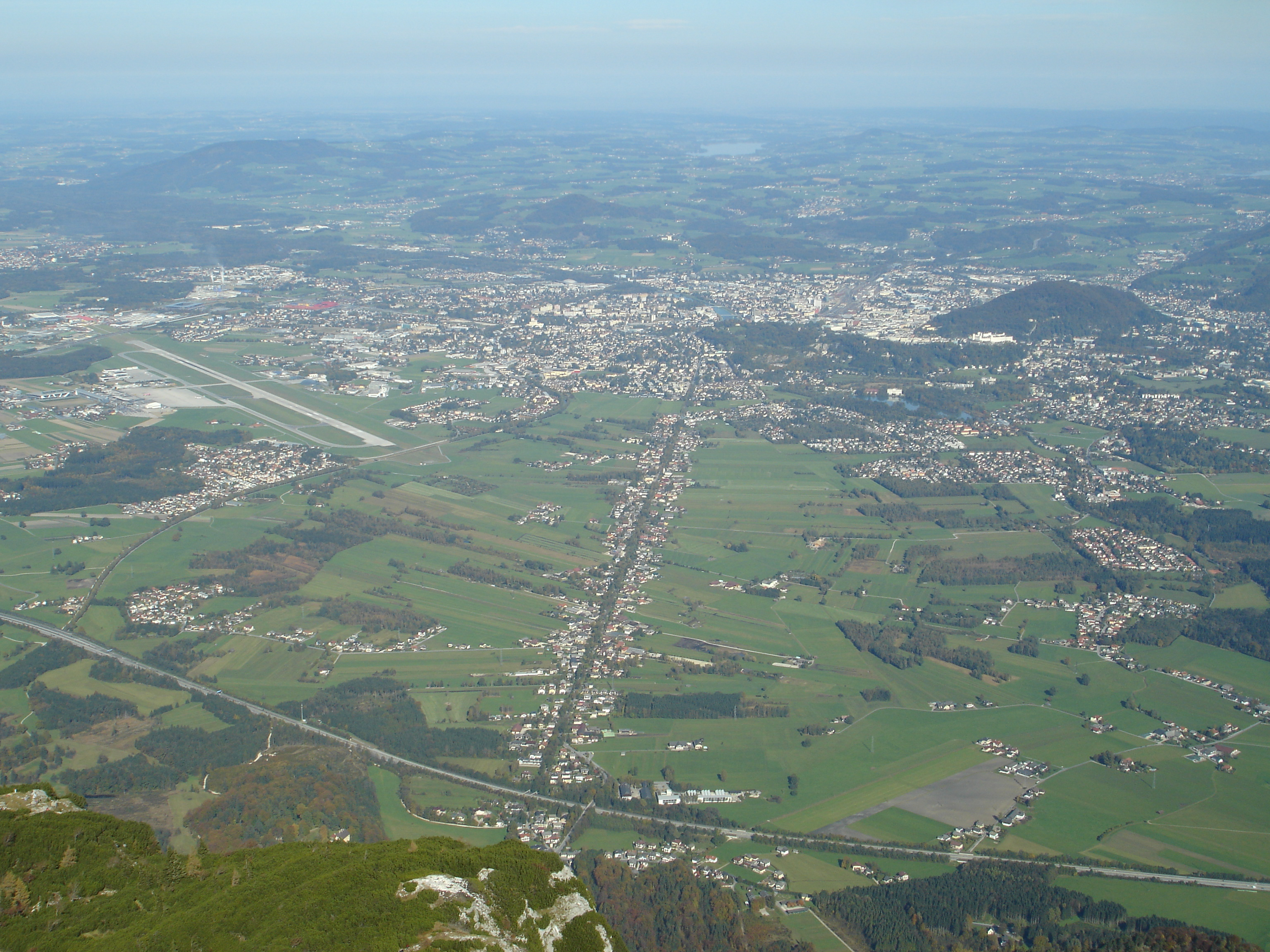
Lòng chảo Salzburg
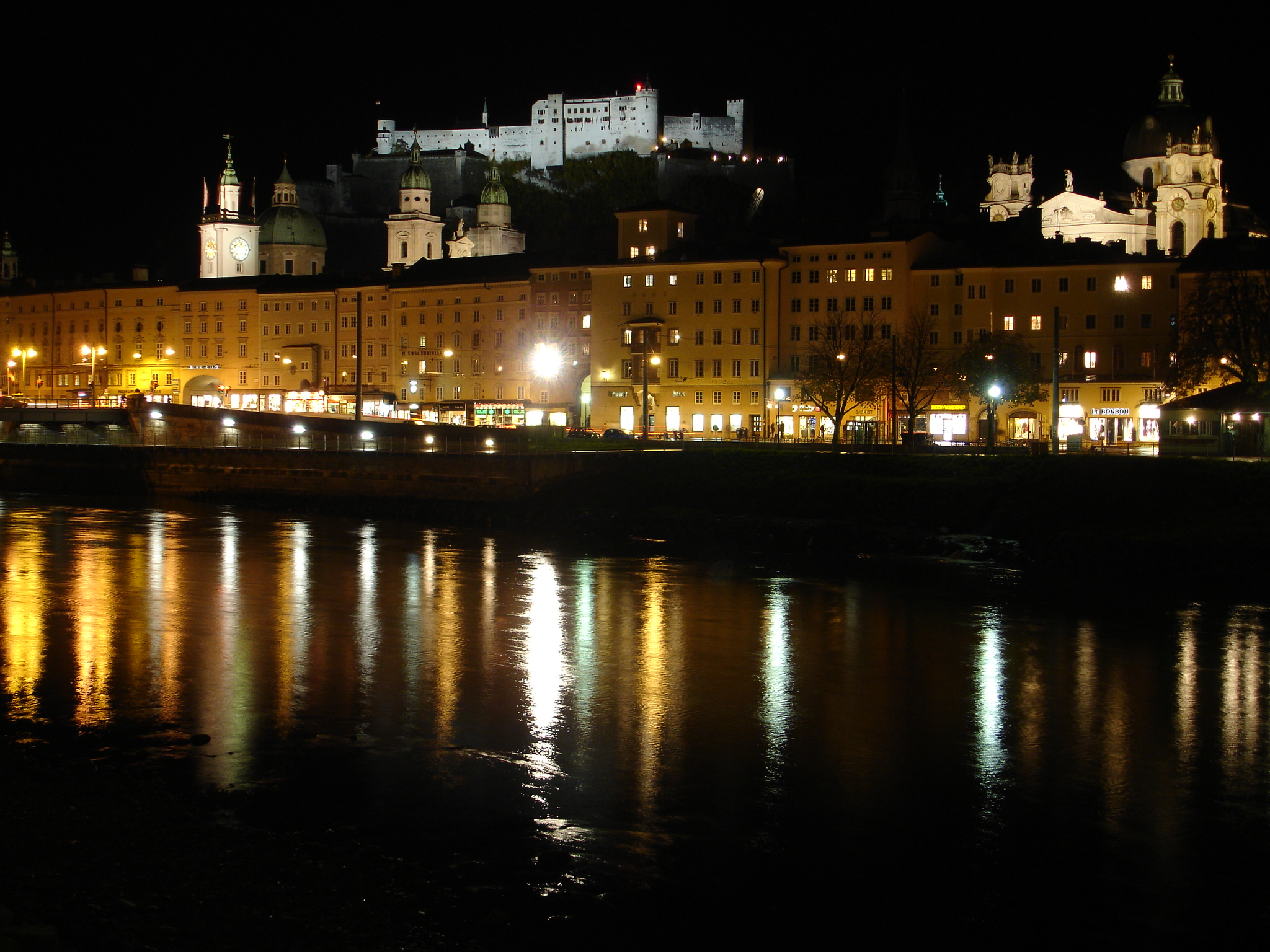
Pháo đài (nền), Nhà thờ Salzburg (giữa), Salzach (trước)
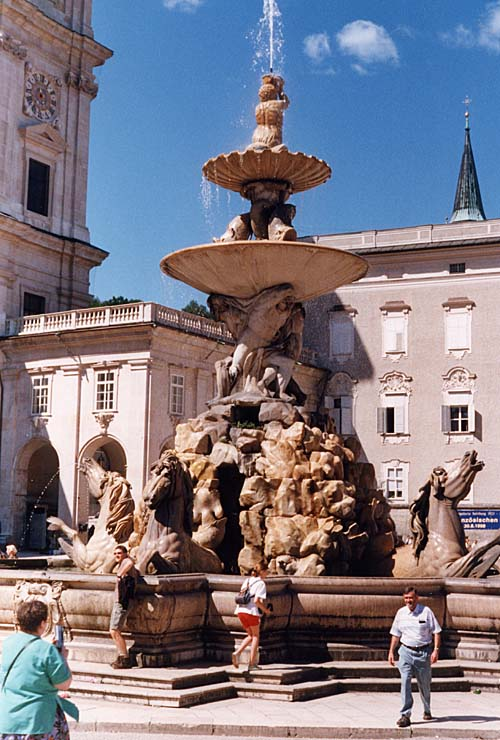
Fountain trong Residenzplatz
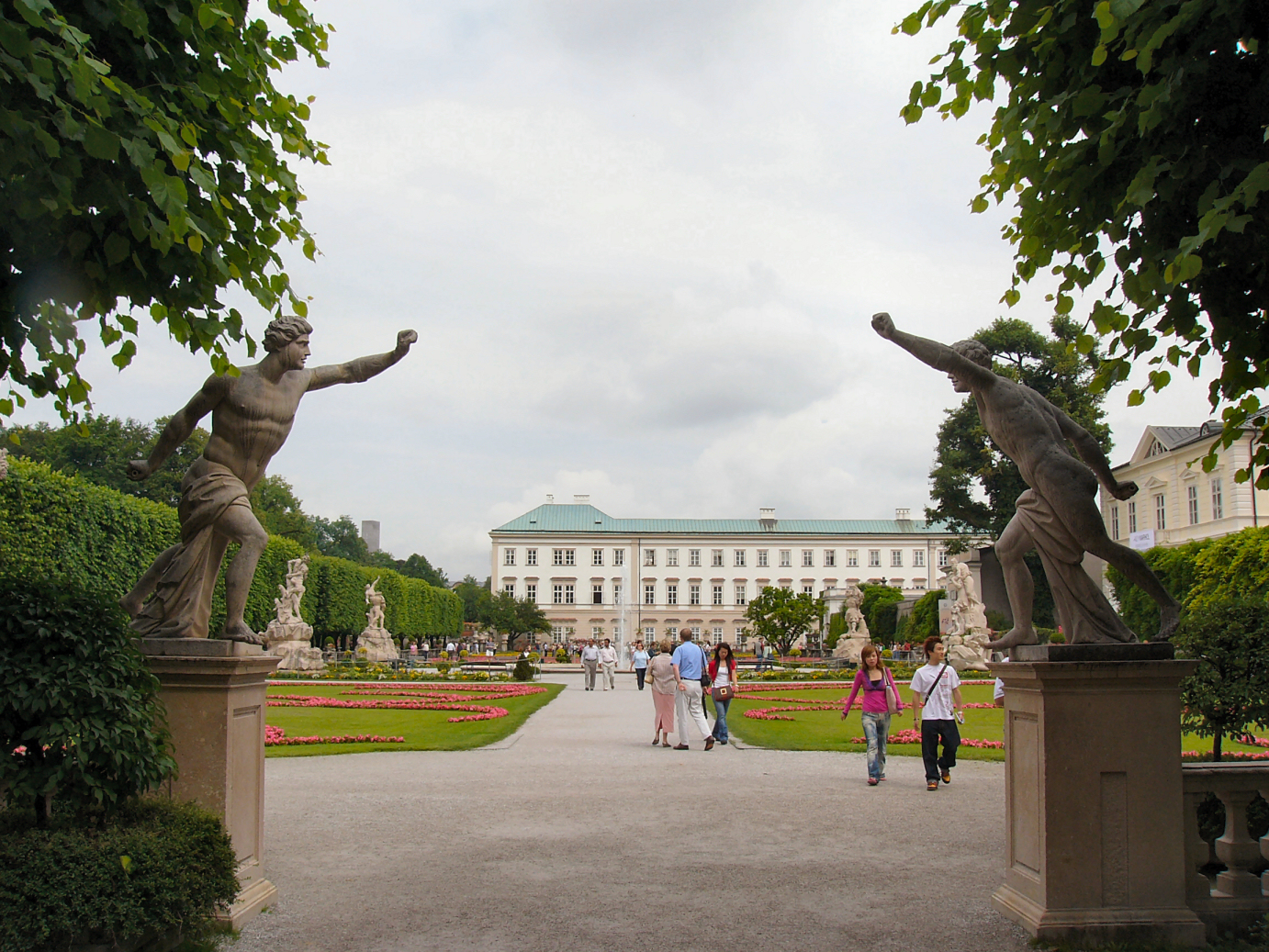
Cung điện Mirabell.
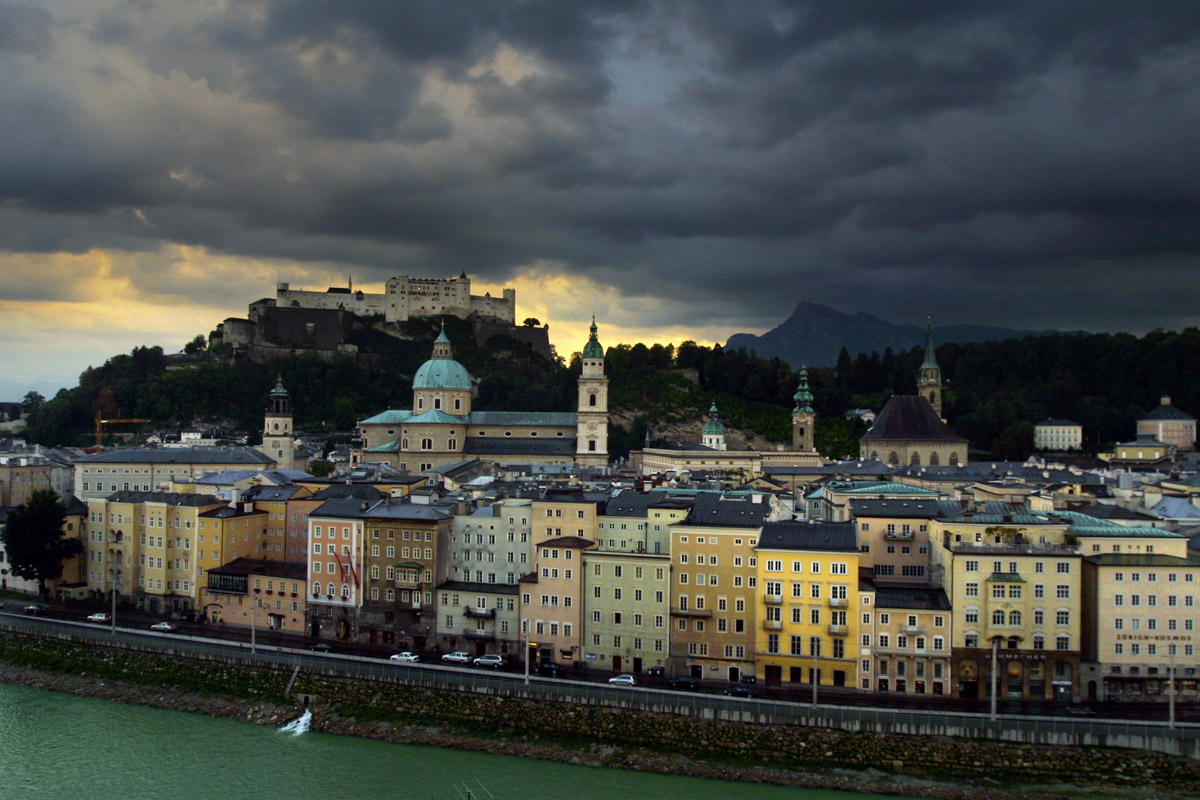
Quang cảnh khu phố cổ và pháo đài, nhìn từ Kapuzinerberg
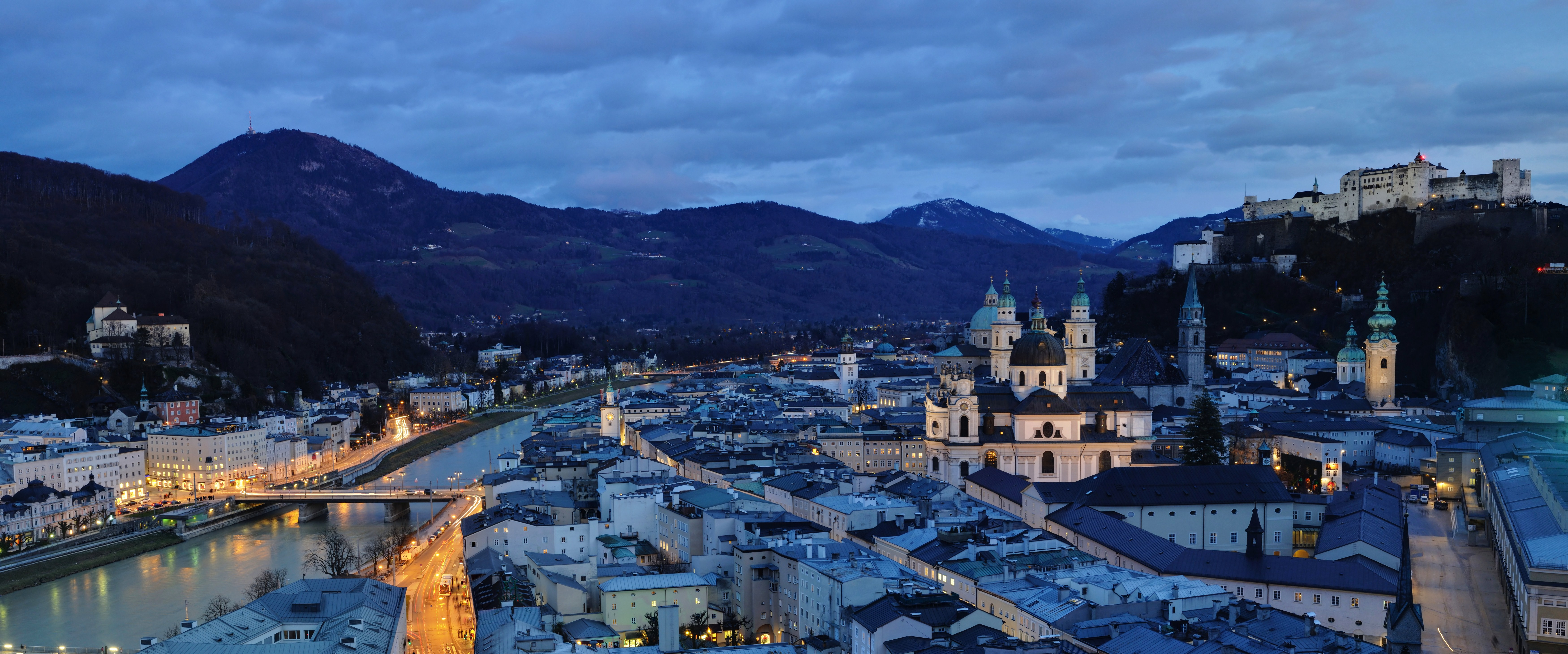
Salzburg vào ban đêm

## Thành phố kết nghĩa
- Reims (Pháp), từ 1964
- Atlanta (Hoa Kỳ), từ 1967
- Verona (Ý), từ 1973
- León (Nicaragua), từ 1984
- Singida (Tanzania) từ 1984
- Busseto (Ý), từ 1988
- Vilnius (Litva), từ 1989
- Dresden (Đức), từ 1991
- Kawasaki (Nhật), từ 1992
- Meran (Ý), từ 2000
- Thượng Hải (Trung Quốc), từ 2004
- Bern (Thụy Sĩ), từ 2006